# Serie A2 2018-2019 (pallacanestro maschile)
La Serie A2 2018-2019 è la sesta edizione del massimo livello dilettantistico del Campionato italiano di pallacanestro, dopo la riforma avvenuta nell'estate 2013.

## Regolamento

### Squadre ammesse
Al campionato prendono parte 32 squadre suddivise in due gironi paritetici, secondo divisione geografica, denominati "Est" ed "Ovest".dal prossimo anno il campionato sara due gironi da 14 squadre

#### Partecipanti
Al campionato vengono ammesse le neopromosse Benedetto XIV Cento, Pallacanestro Piacentina e Virtus Cassino.
Le squadre di ciascun girone si affrontano in una prima fase di qualificazione (denominata Regular Season) con gare di andata e ritorno. In base alla classifica finale:
- Le squadre classificate al 1º posto di ogni girone vengono ammesse alla successiva edizione della Serie A
- Le squadre classificate dal 2º al 9º posto di ogni girone accedono ai Play Off incrociati che determinano la terza promozione in Serie A. I Play Off si svolgono secondo il seguente schema di abbinamento:
  - 2ª classificata Girone Est - 9ª classificata Girone Ovest
  - 3ª classificata Girone Est - 8ª classificata Girone Ovest
  - 4ª classificata Girone Est - 7ª classificata Girone Ovest
  - ecc.
- Le squadre classificate al 14º e 15º posto di ogni girone accedono ai Play Out incrociati che determinano tre retrocessioni in Serie B. I Play Out si svolgono secondo il seguente schema di abbinamento:
  - 14ª classificata Girone Est - 15ª classificata Girone Ovest
  - 14ª classificata Girone Ovest - 15ª classificata Girone Est
- Le squadre classificate al 16º di ogni girone retrocedono direttamente in Serie B.
- Le squadre classificate dal 10º al 13º posto di ogni girone sono ammesse di diritto alla prossima Serie A2.

## Squadre

### Girone Est
Fortitudo Bologna

 Dinamo Cagliari

 Benedetto XIV Cento

 Kleb Ferrara

 Pall. Forlì 2.015

 A. Costa Imola

 Aurora Jesi

 Mantova

 Pod. Montegranaro

 Pall. Piacentina

 U.C.C. Piacenza

 Basket Ravenna

 Pall. Roseto

 Universo Treviso

 Scaligera Verona

 Amici Pall. Udinese

### Girone Ovest
Fortitudo Agrigento

 Pall. Biella

 Bergamo B. 2014

 Orlandina

 Junior Casale

 Virtus Cassino

 Latina Basket

 Legnano Basket

 N.P.C. Rieti

 Eurobasket Roma

 Virtus Roma

 Scafati Basket

 Mens Sana Siena

 Derthona Basket

 Pall. Trapani

 Blu Treviglio

## Stagione regolare
Le partite si disputano tra ottobre 2018 e aprile 2019.

### Serie A2 Est

#### Classifica
Aggiornata al 23 aprile 2019.
|  |     | Classifica stagione regolare | PT | G  | V  | P  | PF   | PS   | Diff |
|  | --- | ---------------------------- | -- | -- | -- | -- | ---- | ---- | ---- |
|  | 1.  | Lavoropiù Fortitudo Bologna  | 50 | 30 | 25 | 5  | 2596 | 2312 | 284  |
|  | 2.  | De' Longhi Treviso           | 48 | 30 | 24 | 6  | 2442 | 2053 | 389  |
|  | 3.  | XL Extralight Montegranaro   | 46 | 30 | 23 | 7  | 2387 | 2207 | 180  |
|  | 4.  | Tezenis Verona               | 38 | 30 | 19 | 11 | 2386 | 2320 | 66   |
|  | 5.  | G.S.A. Udine                 | 36 | 30 | 18 | 12 | 2356 | 2231 | 125  |
|  | 6.  | Unieuro Forlì                | 32 | 30 | 16 | 14 | 2427 | 2428 | -1   |
|  | 7.  | Pompea Mantova               | 30 | 30 | 15 | 15 | 2291 | 2321 | -30  |
|  | 8.  | Cimorosi Roseto              | 30 | 30 | 15 | 15 | 2451 | 2378 | 73   |
|  | 9.  | OraSì Ravenna                | 26 | 30 | 13 | 17 | 2318 | 2437 | -119 |
|  | 10. | La Naturelle Imola Basket    | 24 | 30 | 12 | 18 | 2512 | 2580 | -68  |
|  | 11. | Bondi Ferrara                | 22 | 30 | 11 | 19 | 2390 | 2487 | -97  |
|  | 12. | Assigeco Piacenza            | 22 | 30 | 11 | 19 | 2364 | 2360 | 4    |
|  | 13. | Hertz Cagliari               | 22 | 30 | 11 | 19 | 2390 | 2610 | -220 |
|  | 14. | Bakery Piacenza              | 18 | 30 | 9  | 21 | 2331 | 2511 | -180 |
|  | 15. | Baltur Cento                 | 18 | 30 | 9  | 21 | 2230 | 2402 | -172 |
|  | 16. | Termoforgia Jesi             | 18 | 30 | 9  | 21 | 2437 | 2671 | -234 |

#### Calendario
Aggiornato al 23 aprile 2019.
| andata (1ª) | andata (1ª) | 1ª giornata                                 | ritorno (16ª) | ritorno (16ª) |
|             |             |                                             |               |               |
| 7 ott.      | 81-90       | Tezenis Verona-Fortitudo Bologna            | 71-96         | 13 gen.       |
| 7 ott.      | 78-71       | Andrea Costa Imola-G.S.A. Udine             | 71-83         | 13 gen.       |
| 7 ott.      | 73-70       | XL Extralight Montegranaro-Termoforgia Jesi | 83-79         | 13 gen.       |
| 7 ott.      | 87-102      | Hertz Cagliari-Unieuro Forlì                | 101-87        | 13 gen.       |
| 7 ott.      | 79-80       | Assigeco Piacenza-OraSì Ravenna             | 74-76         | 13 gen.       |
| 7 ott.      | 80-72       | Baltur Cento-Bakery Piacenza                | 75-90         | 13 gen.       |
| 7 ott.      | 85-78       | Pompea Mantova-Roseto Sharks                | 68-73         | 13 gen.       |
| 7 ott.      | 76-69       | De' Longhi Treviso-Bondi Ferrara            | 98-72         | 13 gen.       |

| andata (2ª) | andata (2ª) | 2ª giornata                              | ritorno (17ª) | ritorno (17ª) |
|             |             |                                          |               |               |
| 13 ott.     | 90-79       | Fortitudo Bologna-Andrea Costa Imola     | 100-84        | 20 gen.       |
| 14 ott.     | 97-86       | Termoforgia Jesi-Assigeco Piacenza       | 65-96         | 20 gen.       |
| 14 ott.     | 86-68       | Roseto Sharks-Hertz Cagliari             | 77-87         | 20 gen.       |
| 14 ott.     | 67-101      | OraSì Ravenna-XL Extralight Montegranaro | 65-74         | 20 gen.       |
| 14 ott.     | 79-92       | Bakery Piacenza-De' Longhi Treviso       | 71-96         | 19 gen.       |
| 14 ott.     | 88-74       | G.S.A. Udine-Pompea Mantova              | 64-82         | 20 gen.       |
| 14 ott.     | 92-86       | Bondi Ferrara-Baltur Cento               | 80-89         | 20 gen.       |
| 15 ott.     | 67-65       | Unieuro Forlì-Tezenis Verona             | 87-77         | 20 gen.       |

| andata (3ª) | andata (3ª) | 3ª giornata                             | ritorno (18ª) | ritorno (18ª) |
|             |             |                                         |               |               |
| 21 ott.     | 82-78       | Hertz Cagliari-OraSì Ravenna            | 94-90         | 26 gen.       |
| 21 ott.     | 101-80      | Assigeco Piacenza-Andrea Costa Imola    | 84-86         | 27 gen.       |
| 21 ott.     | 76-71       | Baltur Cento-Roseto Sharks              | 50-75         | 27 gen.       |
| 21 ott.     | 74-68       | Bondi Ferrara-Bakery Piacenza           | 70-82         | 27 gen.       |
| 21 ott.     | 82-66       | Unieuro Forlì-Termoforgia Jesi          | 71-82         | 27 gen.       |
| 21 ott.     | 75-86       | De' Longhi Treviso-Fortitudo Bologna    | 74-84         | 27 gen.       |
| 21 ott.     | 69-78       | G.S.A. Udine-XL Extralight Montegranaro | 68-76         | 27 gen.       |
| 21 ott.     | 78-66       | Tezenis Verona-Pompea Mantova           | 76-77         | 27 gen.       |

| andata (4ª) | andata (4ª) | 4ª giornata                              | ritorno (19ª) | ritorno (19ª) |
|             |             |                                          |               |               |
| 24 ott.     | 104-96      | Bakery Piacenza-Termoforgia Jesi         | 87-96         | 30 gen.       |
| 24 ott.     | 72-87       | Hertz Cagliari-De' Longhi Treviso        | 52-94         | 30 gen.       |
| 24 ott.     | 81-74       | Fortitudo Bologna-G.S.A. Udine           | 68-72         | 30 gen.       |
| 24 ott.     | 85-84       | Pompea Mantova-Assigeco Piacenza         | 71-61         | 30 gen.       |
| 24 ott.     | 86-88       | Andrea Costa Imola-Tezenis Verona        | 104-97        | 30 gen.       |
| 24 ott.     | 91-86       | XL Extralight Montegranaro-Bondi Ferrara | 99-95         | 30 gen.       |
| 24 ott.     | 89-94       | Roseto Sharks-Unieuro Forlì              | 84-76         | 30 gen.       |
| 25 ott.     | 81-71       | OraSì Ravenna-Baltur Cento               | 64-50         | 31 gen.       |

| andata (5ª) | andata (5ª) | 5ª giornata                              | ritorno (20ª) | ritorno (20ª) |
|             |             |                                          |               |               |
| 27 ott.     | 92-99       | Pompea Mantova-Andrea Costa Imola        | 98-103        | 3 feb.        |
| 27 ott.     | 66-87       | Termoforgia Jesi-Fortitudo Bologna       | 81-104        | 4 feb.        |
| 27 ott.     | 87-89       | Tezenis Verona-Assigeco Piacenza         | 59-72         | 3 feb.        |
| 28 ott.     | 94-65       | Bondi Ferrara-Hertz Cagliari             | 86-85         | 3 feb.        |
| 28 ott.     | 98-59       | G.S.A. Udine-OraSì Ravenna               | 68-64         | 3 feb.        |
| 28 ott.     | 93-91       | Bakery Piacenza-Roseto Sharks            | 100-101       | 3 feb.        |
| 28 ott.     | 59-69       | Unieuro Forlì-XL Extralight Montegranaro | 72-84         | 3 feb.        |
| 28 ott.     | 85-76       | Baltur Cento-De' Longhi Treviso          | 49-92         | 3 feb.        |

| andata (6ª) | andata (6ª) | 6ª giornata                                | ritorno (21ª) | ritorno (21ª) |
|             |             |                                            |               |               |
| 3 nov.      | 78-75       | OraSì Ravenna-Unieuro Forlì                | 73-93         | 10 feb.       |
| 3 nov.      | 87-73       | Fortitudo Bologna-Pompea Mantova           | 69-60         | 20 feb.       |
| 4 nov.      | 73-62       | Andrea Costa Imola-Bondi Ferrara           | 91-105        | 10 feb.       |
| 4 nov.      | 65-73       | Assigeco Piacenza-G.S.A. Udine             | 68-76         | 10 feb.       |
| 4 nov.      | 76-87       | Hertz Cagliari-Baltur Cento                | 82-81         | 10 feb.       |
| 4 nov.      | 62-73       | XL Extralight Montegranaro-Bakery Piacenza | 75-72         | 10 feb.       |
| 4 nov.      | 75-65       | De' Longhi Treviso-Tezenis Verona          | 70-75         | 10 feb.       |
| 4 nov.      | 86-57       | Roseto Sharks-Termoforgia Jesi             | 106-68        | 13 feb.       |

| andata (7ª) | andata (7ª) | 7ª giornata                              | ritorno (22ª) | ritorno (22ª) |
|             |             |                                          |               |               |
| 10 nov.     | 83-77       | Termoforgia Jesi-Bondi Ferrara           | 88-94         | 17 feb.       |
| 11 nov.     | 89-69       | Tezenis Verona-Hertz Cagliari            | 90-77         | 17 feb.       |
| 11 nov.     | 73-79       | Assigeco Piacenza-Fortitudo Bologna      | 73-92         | 17 feb.       |
| 11 nov.     | 90-66       | Unieuro Forlì-Bakery Piacenza            | 86-76         | 17 feb.       |
| 11 nov.     | 62-69       | Roseto Sharks-XL Extralight Montegranaro | 73-81         | 17 feb.       |
| 11 nov.     | 74-80       | Pompea Mantova-De' Longhi Treviso        | 54-71         | 17 feb.       |
| 11 nov.     | 85-76       | G.S.A. Udine-Baltur Cento                | 95-64         | 17 feb.       |
| 11 nov.     | 84-87       | Andrea Costa Imola-OraSì Ravenna         | 80-87         | 17 feb.       |

| andata (8ª) | andata (8ª) | 8ª giornata                                  | ritorno (23ª) | ritorno (23ª) |
|             |             |                                              |               |               |
| 17 nov.     | 96-76       | OraSì Ravenna-Pompea Mantova                 | 81-88         | 24 feb.       |
| 18 nov.     | 76-59       | G.S.A. Udine-Roseto Sharks                   | 70-83         | 24 feb.       |
| 18 nov.     | 79-97       | Hertz Cagliari-Andrea Costa Imola            | 72-96         | 24 feb.       |
| 18 nov.     | 93-94       | Bondi Ferrara-Unieuro Forlì                  | 71-68         | 24 feb.       |
| 18 nov.     | 71-76       | XL Extralight Montegranaro-Fortitudo Bologna | 106-105       | 24 feb.       |
| 18 nov.     | 66-79       | Baltur Cento-Assigeco Piacenza               | 61-63         | 24 feb.       |
| 18 nov.     | 76-83       | Bakery Piacenza-Tezenis Verona               | 53-82         | 23 feb.       |
| 18 nov.     | 90-68       | De' Longhi Treviso-Termoforgia Jesi          | 80-49         | 24 feb.       |

| andata (9ª) | andata (9ª) | 9ª giornata                                   | ritorno (24ª) | ritorno (24ª) |
|             |             |                                               |               |               |
| 24 nov.     | 93-64       | Assigeco Piacenza-Hertz Cagliari              | 80-77         | 10 mar.       |
| 25 nov.     | 81-85       | XL Extralight Montegranaro-De' Longhi Treviso | 67-73         | 10 mar.       |
| 25 nov.     | 83-72       | Unieuro Forlì-Baltur Cento                    | 89-87         | 9 mar.        |
| 25 nov.     | 76-68       | Andrea Costa Imola-Roseto Sharks              | 78-99         | 10 mar.       |
| 25 nov.     | 89-77       | Termoforgia Jesi-G.S.A. Udine                 | 76-93         | 10 mar.       |
| 25 nov.     | 79-75       | Tezenis Verona-Bondi Ferrara                  | 82-76         | 10 mar.       |
| 25 nov.     | 83-77       | Pompea Mantova-Bakery Piacenza                | 72-58         | 10 mar.       |
| 25 nov.     | 79-67       | Fortitudo Bologna-OraSì Ravenna               | 74-70         | 10 mar.       |

| andata (10ª) | andata (10ª) | 10ª giornata                            | ritorno (25ª) | ritorno (25ª) |
|              |              |                                         |               |               |
| 1º dic.      | 94-99        | Hertz Cagliari-G.S.A. Udine             | 70-68         | 16 mar.       |
| 1º dic.      | 89-70        | De' Longhi Treviso-Andrea Costa Imola   | 84-76         | 17 mar.       |
| 2 dic.       | 90-79        | Bondi Ferrara-Pompea Mantova            | 68-71         | 17 mar.       |
| 2 dic.       | 91-80        | Roseto Sharks-OraSì Ravenna             | 72-85         | 16 mar.       |
| 2 dic.       | 78-72        | Bakery Piacenza-Fortitudo Bologna       | 64-98         | 17 mar.       |
| 2 dic.       | 83-79        | Unieuro Forlì-Assigeco Piacenza         | 78-88         | 17 mar.       |
| 2 dic.       | 63-70        | Baltur Cento-XL Extralight Montegranaro | 68-87         | 17 mar.       |
| 2 dic.       | 66-69        | Termoforgia Jesi-Tezenis Verona         | 78-95         | 17 mar.       |

| andata (11ª) | andata (11ª) | 11ª giornata                              | ritorno (26ª) | ritorno (26ª) |
|              |              |                                           |               |               |
| 8 dic.       | 107-101      | OraSì Ravenna-Termoforgia Jesi            | 88-78         | 24 mar.       |
| 8 dic.       | 88-70        | G.S.A. Udine-Bondi Ferrara                | 80-82         | 24 mar.       |
| 9 nov.       | 84-52        | De' Longhi Treviso-Unieuro Forlì          | 80-72         | 24 mar.       |
| 9 nov.       | 93-76        | Fortitudo Bologna-Baltur Cento            | 85-78         | 24 mar.       |
| 9 nov.       | 79-70        | Andrea Costa Imola-Bakery Piacenza        | 83-77         | 22 mar.       |
| 9 nov.       | 72-71        | Tezenis Verona-XL Extralight Montegranaro | 67-61         | 24 mar.       |
| 9 nov.       | 86-85        | Pompea Mantova-Hertz Cagliari             | 77-62         | 24 mar.       |
| 9 nov.       | 76-82        | Assigeco Piacenza-Roseto Sharks           | 72-82         | 24 mar.       |

| andata (12ª) | andata (12ª) | 12ª giornata                                 | ritorno (27ª) | ritorno (27ª) |
|              |              |                                              |               |               |
| 16 dic.      | 58-67        | Roseto Sharks-De' Longhi Treviso             | 61-88         | 31 mar.       |
| 16 dic.      | 113-107      | Termoforgia Jesi-Andrea Costa Imola          | 85-82         | 31 mar.       |
| 16 dic.      | 75-91        | Bondi Ferrara-Fortitudo Bologna              | 79-91         | 31 mar.       |
| 16 dic.      | 65-70        | Baltur Cento-Pompea Mantova                  | 78-72         | 31 mar.       |
| 16 dic.      | 88-82        | Unieuro Forlì-G.S.A. Udine                   | 75-84         | 31 mar.       |
| 16 dic.      | 76-70        | XL Extralight Montegranaro-Assigeco Piacenza | 86-81         | 31 mar.       |
| 16 dic.      | 74-77        | Bakery Piacenza-Hertz Cagliari               | 73-87         | 31 mar.       |
| 16 dic.      | 76-88        | OraSì Ravenna-Tezenis Verona                 | 68-76         | 31 mar.       |

| andata (13ª) | andata (13ª) | 13ª giornata                              | ritorno (28ª) | ritorno (28ª) |
|              |              |                                           |               |               |
| 23 dic.      | 89-85        | Hertz Cagliari-Termoforgia Jesi           | 102-111       | 7 apr.        |
| 23 dic.      | 105-97       | Tezenis Verona-Roseto Sharks              | 85-106        | 7 apr.        |
| 23 dic.      | 89-93        | Assigeco Piacenza-Bondi Ferrara           | 75-82         | 7 apr.        |
| 23 dic.      | 85-62        | De' Longhi Treviso-OraSì Ravenna          | 81-64         | 7 apr.        |
| 23 dic.      | 92-77        | G.S.A. Udine-Bakery Piacenza              | 85-76         | 7 apr.        |
| 23 dic.      | 65-70        | Pompea Mantova-XL Extralight Montegranaro | 48-75         | 7 apr.        |
| 23 dic.      | 97-95        | Fortitudo Bologna-Unieuro Forlì           | 77-88         | 7 apr.        |
| 23 dic.      | 69-81        | Andrea Costa Imola-Baltur Cento           | 82-89         | 7 apr.        |

| andata (14ª) | andata (14ª) | 14ª giornata                                  | ritorno (29ª) | ritorno (29ª) |
|              |              |                                               |               |               |
| 30 dic.      | 92-85        | Unieuro Forlì-Pompea Mantova                  | 66-81         | 14 apr.       |
| 30 dic.      | 82-69        | XL Extralight Montegranaro-Andrea Costa Imola | 84-79         | 14 apr.       |
| 28 dic.      | 59-89        | Bondi Ferrara-Roseto Sharks                   | 77-82         | 14 apr.       |
| 30 dic.      | 87-93        | De' Longhi Treviso-Assigeco Piacenza          | 73-57         | 13 apr.       |
| 30 dic.      | 89-80        | Bakery Piacenza-OraSì Ravenna                 | 92-90         | 14 apr.       |
| 30 dic.      | 80-65        | Fortitudo Bologna-Hertz Cagliari              | 78-94         | 13 apr.       |
| 30 dic.      | 77-66        | Tezenis Verona-G.S.A. Udine                   | 71-76         | 14 apr.       |
| 30 dic.      | 92-83        | Termoforgia Jesi-Baltur Cento                 | 80-94         | 14 apr.       |

| andata (15ª) | andata (15ª) | 15ª giornata                              | ritorno (30ª) | ritorno (30ª) |
|              |              |                                           |               |               |
| 6 gen.       | 92-66        | Pompea Mantova-Termoforgia Jesi           | 87-81         | 20 apr.       |
| 6 gen.       | 80-83        | Baltur Cento-Tezenis Verona               | 70-74         | 20 apr.       |
| 6 gen.       | 72-83        | Hertz Cagliari-XL Extralight Montegranaro | 104-102       | 20 apr.       |
| 6 gen.       | 83-80        | Assigeco Piacenza-Bakery Piacenza         | 81-84         | 20 apr.       |
| 6 gen.       | 71-67        | OraSì Ravenna-Bondi Ferrara               | 84-77         | 20 apr.       |
| 6 gen.       | 89-95        | Roseto Sharks-Fortitudo Bologna           | 81-92         | 20 apr.       |
| 6 gen.       | 77-63        | G.S.A. Udine-De' Longhi Treviso           | 59-77         | 20 apr.       |
| 6 gen.       | 74-63        | Andrea Costa Imola-Unieuro Forlì          | 97-100        | 20 apr.       |

### Serie A2 Ovest

#### Classifica
Aggiornata al 23 aprile 2019.
|  |     | Classifica stagione regolare     | PT | G  | V  | P  | PF   | PS   | Diff |
|  | --- | -------------------------------- | -- | -- | -- | -- | ---- | ---- | ---- |
|  | 1.  | Virtus Roma                      | 40 | 28 | 20 | 8  | 2317 | 2188 | 129  |
|  | 2.  | Benfapp Capo d'Orlando           | 40 | 28 | 20 | 8  | 2464 | 2284 | 180  |
|  | 3.  | Remer Treviglio                  | 36 | 28 | 18 | 10 | 2314 | 2225 | 89   |
|  | 4.  | Bergamo Basket                   | 34 | 28 | 17 | 11 | 2313 | 2190 | 123  |
|  | 5.  | Zeus Energy Group Rieti          | 34 | 28 | 17 | 11 | 2058 | 2040 | 18   |
|  | 6.  | Edilnol Biella                   | 32 | 28 | 16 | 12 | 2161 | 2071 | 90   |
|  | 7.  | Novipiù Casale Monferrato        | 32 | 28 | 16 | 12 | 2324 | 2235 | 89   |
|  | 8.  | Benacquista Assicurazioni Latina | 30 | 28 | 15 | 13 | 2496 | 2440 | 56   |
|  | 9.  | 2B Control Trapani               | 28 | 28 | 14 | 14 | 2393 | 2365 | 28   |
|  | 10. | Moncada Agrigento                | 28 | 28 | 14 | 14 | 2174 | 2228 | -54  |
|  | 11. | Givova Scafati                   | 28 | 28 | 14 | 14 | 2328 | 2375 | -47  |
|  | 12. | Leonis Roma                      | 22 | 28 | 11 | 17 | 2206 | 2335 | -129 |
|  | 13. | Bertram Tortona                  | 20 | 28 | 10 | 18 | 2149 | 2179 | -30  |
|  | 14. | Legnano Knights                  | 12 | 28 | 6  | 22 | 2168 | 2386 | -218 |
|  | 15. | BPC Virtus Cassino               | 4  | 28 | 2  | 26 | 2100 | 2424 | -324 |
|  | 16. | Mens Sana Siena (-3)             | 0  | 0  | 0  | 0  | 0    | 0    | 0    |

#### Calendario
Aggiornato al 23 aprile 2019.
| andata (1ª) | andata (1ª) | 1ª giornata                                                | ritorno (16ª) | ritorno (16ª) |
|             |             |                                                            |               |               |
| 7 ott.      | 94-81       | Novipiù Casale Monferrato-Benacquista Assicurazioni Latina | 101-86        | 12 gen.       |
| annullata   | [ 8 ]       | Bertram Tortona-Mens Sana Siena 1871                       | [ 8 ]         | annullata     |
| 7 ott.      | 68-78       | Blu Basket Treviglio-Legnano                               | 87-75         | 13 gen.       |
| 7 ott.      | 57-67       | NPC Rieti-Pallacanestro Biella                             | 85-83         | 13 gen.       |
| 7 ott.      | 86-71       | Virtus Roma-BPC Virtus Cassino                             | 86-92         | 12 gen.       |
| 7 ott.      | 84-73       | 2B Control Trapani-Leonis Roma                             | 84-63         | 12 gen.       |
| 7 ott.      | 105-99      | M Rinnovabili Agrigento-Orlandina Basket                   | 55-82         | 13 gen.       |
| 7 ott.      | 58-60       | Givova Scafati-Bergamo Basket                              | 74-89         | 12 gen.       |

| andata (2ª) | andata (2ª) | 2ª giornata                                         | ritorno (17ª) | ritorno (17ª) |
|             |             |                                                     |               |               |
| 13 ott.     | 80-59       | Leonis Roma-Bertram Tortona                         | 81-88         | 20 gen.       |
| 14 ott.     | 81-59       | Bergamo Basket-Virtus Roma                          | 78-82         | 20 gen.       |
| 14 ott.     | 80-74       | Orlandina Basket-Blu Basket Treviglio               | 88-92         | 20 gen.       |
| 14 ott.     | 78-92       | Legnano-Givova Scafati                              | 87-95         | 20 gen.       |
| annullata   | [ 8 ]       | Mens Sana Siena-NPC Rieti                           | [ 8 ]         | annullata     |
| 14 ott.     | 84-94       | BPC Virtus Cassino-Novipiù Casale Monferrato        | 62-89         | 20 gen.       |
| 14 ott.     | 92-88       | Benacquista Assicurazioni Latina-2B Control Trapani | 83-97         | 20 gen.       |
| 14 ott.     | 61-63       | Pallacanestro Biella-M Rinnovabili Agrigento        | 76-77         | 20 gen.       |

| andata (3ª) | andata (3ª) | 3ª giornata                                      | ritorno (18ª) | ritorno (18ª) |
|             |             |                                                  |               |               |
| 20 ott.     | 95-85       | Benacquista Assicurazioni Latina-Bertram Tortona | 95-90         | 26 gen.       |
| 20 ott.     | 84-78       | Leonis Roma-M Rinnovabili Agrigento              | 76-90         | 27 gen.       |
| 20 ott.     | 73-79       | Edilnol Pallacanestro Biella-Virtus Roma         | 78-90         | 27 gen.       |
| 20 ott.     | 79-62       | Bergamo-Axpo Legnano                             | 87-92         | 27 gen.       |
| 20 ott.     | 92-99       | BPC Virtus Cassino-Orlandina Basket              | 67-97         | 27 gen.       |
| 20 ott.     | 78-55       | Zeus Energy Group Rieti-2B Control Trapani       | 83-74         | 26 gen.       |
| annullata   | [ 8 ]       | Novipiù Casale Monferrato-Mens Sana Siena 1871   | [ 8 ]         | annullata     |
| 21 ott.     | 87-72       | Givova Scafati-Blu Basket Treviglio              | 82-89         | 27 gen.       |

| andata (4ª) | andata (4ª) | 4ª giornata                                           | ritorno (19ª) | ritorno (19ª) |
|             |             |                                                       |               |               |
| 24 ott.     | 85-64       | Bertram Tortona-Givova Scafati                        | 82-88         | 30 gen.       |
| 24 ott.     | 82-81       | Zeus Energy Group Rieti-BPC Virtus Cassino            | 85-75         | 30 gen.       |
| annullata   | [ 8 ]       | Mens Sana Siena 1871-Benacquista Assicurazioni Latina | [ 8 ]         | annullata     |
| 24 ott.     | 81-76       | Virtus Roma-Leonis Roma                               | 94-73         | 31 gen.       |
| 24 ott.     | 77-73       | Orlandina Basket-Edilnol Pallacanestro Biella         | 75-96         | 31 gen.       |
| 24 ott.     | 98-92       | 2B Control Trapani-Novipiù Casale Monferrato          | 75-96         | 30 gen.       |
| 25 ott.     | 81-66       | M Rinnovabili Agrigento-Axpo Legnano                  | 74-71         | 31 gen.       |
| 25 ott.     | 85-81       | Blu Basket Treviglio-Bergamo                          | 86-73         | 31 gen.       |

| andata (5ª) | andata (5ª) | 5ª giornata                                       | ritorno (20ª) | ritorno (20ª) |
|             |             |                                                   |               |               |
| 27 ott.     | 74-66       | Leonis Roma-Givova Scafati                        | 82-108        | 3 feb.        |
| 28 ott.     | 67-77       | Axpo Legnano-Orlandina Basket                     | 79-88         | 3 feb.        |
| 28 ott.     | 82-84       | Benacquista Assicurazioni Latina-Virtus Roma      | 76-81         | 16 gen.       |
| 28 ott.     | 70-55       | Novipiù Casale Monferrato-Zeus Energy Group Rieti | 73-79         | 3 feb.        |
| 28 ott.     | 84-80       | 2B Control Trapani-Bertram Tortona                | 82-89         | 3 feb.        |
| 28 ott.     | 88-67       | Edilnol Pallacanestro Biella-Blu Basket Treviglio | 81-80         | 3 feb.        |
| annullata   | [ 8 ]       | BPC Virtus Cassino-Mens Sana Siena 1871           | [ 8 ]         | annullata     |
| 28 ott.     | 79-89       | Bergamo-M Rinnovabili Agrigento                   | 92-83         | 3 feb.        |

| andata (6ª) | andata (6ª) | 6ª giornata                                     | ritorno (21ª) | ritorno (21ª) |
|             |             |                                                 |               |               |
| 2 nov.      | 92-62       | Blu Basket Treviglio-Leonis Roma                | 90-85         | 9 feb.        |
| annullata   | [ 8 ]       | Mens Sana Siena 1871-2B Control Trapani         | [ 8 ]         | annullata     |
| 4 nov.      | 74-66       | Virtus Roma-Novipiù Casale Monferrato           | 77-76         | 10 feb.       |
| 4 nov.      | 48-51       | Bertram Tortona-Zeus Energy Group Rieti         | 77-78         | 10 feb.       |
| 4 nov.      | 85-75       | M Rinnovabili Agrigento-BPC Virtus Cassino      | 75-69         | 10 feb.       |
| 4 nov.      | 89-90       | Orlandina Basket-Bergamo                        | 82-77         | 10 feb.       |
| 4 nov.      | 70-73       | Axpo Legnano-Edilnol Pallacanestro Biella       | 74-78         | 10 feb.       |
| 4 nov.      | 102-92      | Givova Scafati-Benacquista Assicurazioni Latina | 92-87         | 10 feb.       |

| andata (7ª) | andata (7ª) | 7ª giornata                                              | ritorno (22ª) | ritorno (22ª) |
|             |             |                                                          |               |               |
| 10 nov.     | 90-73       | Leonis Roma-Axpo Legnano                                 | 88-60         | 17 feb.       |
| 11 nov.     | 77-82       | Novipiù Casale Monferrato-Bertram Tortona                | 62-70         | 17 feb.       |
| 11 nov.     | 89-95       | Orlandina Basket-Virtus Roma                             | 74-73         | 19 feb.       |
| 11 nov.     | 91-86       | 2B Control Trapani-BPC Virtus Cassino                    | 78-70         | 17 feb.       |
| 11 nov.     | 83-91       | M Rinnovabili Agrigento-Blu Basket Treviglio             | 68-94         | 17 feb.       |
| 11 nov.     | 81-76       | Bergamo-Edilnol Pallacanestro Biella                     | 78-48         | 17 feb.       |
| 11 nov.     | 77-74       | Zeus Energy Group Rieti-Benacquista Assicurazioni Latina | 62-83         | 16 feb.       |
| annullata   | [ 8 ]       | Givova Scafati-Mens Sana Siena 1871                      | [ 8 ]         | annullata     |

| andata (8ª) | andata (8ª) | 8ª giornata                                              | ritorno (23ª) | ritorno (23ª) |
|             |             |                                                          |               |               |
| 18 nov.     | 81-73       | Edilnol Pallacanestro Biella-Givova Scafati              | 70-78         | 6 mar.        |
| 18 nov.     | 83-75       | Virtus Roma-2B Control Trapani                           | 86-87         | 25 feb.       |
| 18 nov.     | 96-82       | Novipiù Casale Monferrato-Orlandina Basket               | 70-89         | 24 feb.       |
| 18 nov.     | 54-60       | BPC Virtus Cassino-Bertram Tortona                       | 82-99         | 24 feb.       |
| 18 nov.     | 94-89       | Benacquista Assicurazioni Latina-M Rinnovabili Agrigento | 80-87         | 25 feb.       |
| 18 nov.     | 75-69       | Bergamo-Leonis Roma                                      | 70-96         | 23 feb.       |
| annullata   | [ 8 ]       | Mens Sana Siena 1871-Blu Basket Treviglio                | [ 8 ]         | annullata     |
| 18 nov.     | 78-76       | Axpo Legnano-Zeus Energy Group Rieti                     | 82-77         | 3 mar.        |

| andata (9ª) | andata (9ª) | 9ª giornata                                         | ritorno (24ª) | ritorno (24ª) |
|             |             |                                                     |               |               |
| 24 nov.     | 71-62       | Leonis Roma-Edilnol Pallacanestro Biella            | 81-78         | 10 mar.       |
| 24 nov.     | 92-83       | Benacquista Assicurazioni Latina-BPC Virtus Cassino | 104-82        | 9 mar.        |
| 25 nov.     | 84-90       | 2B Control Trapani-Bergamo                          | 77-82         | 10 mar.       |
| 25 nov.     | 72-76       | Bertram Tortona-Virtus Roma                         | 66-79         | 10 mar.       |
| 25 nov.     | 70-67       | Blu Basket Treviglio-Novipiù Casale Monferrato      | 89-95         | 10 mar.       |
| 25 nov.     | 79-84       | Givova Scafati-M Rinnovabili Agrigento              | 72-91         | 10 mar.       |
| annullata   | [ 8 ]       | Mens Sana Siena 1871-Axpo Legnano                   | [ 8 ]         | annullata     |
| 25 nov.     | 74-72       | Zeus Energy Group Rieti-Orlandina Basket            | 84-88         | 10 mar.       |

| andata (10ª) | andata (10ª) | 10ª giornata                                      | ritorno (25ª) | ritorno (25ª) |
|              |              |                                                   |               |               |
| 1º dic.      | 106-109      | Bergamo-Benacquista Assicurazioni Latina          | 75-84         | 16 mar.       |
| 2 dic.       | 101-99       | Blu Basket Treviglio-2B Control Trapani           | 83-91         | 17 mar.       |
| 2 dic.       | 75-85        | Virtus Roma-Zeus Energy Group Rieti               | 65-71         | 17 mar.       |
| 2 dic.       | 84-88        | Axpo Legnano-Novipiù Casale Monferrato            | 81-88         | 17 mar.       |
| 2 dic.       | 71-60        | M Rinnovabili Agrigento-Bertram Tortona           | 72-81         | 16 mar.       |
| annullata    | [ 8 ]        | Edilnol Pallacanestro Biella-Mens Sana Siena 1871 | [ 8 ]         | annullata     |
| 2 dic.       | 61-63        | BPC Virtus Cassino-Leonis Roma                    | 78-86         | 16 mar.       |
| 2 dic.       | 97-65        | Orlandina Basket-Givova Scafati                   | 95-93         | 17 mar.       |

| andata (11ª) | andata (11ª) | 11ª giornata                                      | ritorno (26ª) | ritorno (26ª) |
|              |              |                                                   |               |               |
| 8 dic.       | 81-93        | Leonis Roma-Orlandina Basket                      | 85-112        | 24 mar.       |
| 8 dic.       | 84-81        | Benacquista Assicurazioni Latina-Axpo Legnano     | 105-80        | 24 mar.       |
| annullata    | [ 8 ]        | Mens Sana Siena 1871-Virtus Roma                  | [ 9 ]         | n.d.          |
| 9 dic.       | 66-56        | Novipiù Casale Monferrato-M Rinnovabili Agrigento | 88-81         | 24 mar.       |
| 9 dic.       | 95-87        | 2B Control Trapani-Givova Scafati                 | 97-103        | 24 mar.       |
| 9 dic.       | 73-85        | Bertram Tortona-Edilnol Pallacanestro Biella      | 81-85         | 24 mar.       |
| 9 dic.       | 72-68        | Zeus Energy Group Rieti-Bergamo                   | 64-91         | 24 mar.       |
| 9 dic.       | 91-85        | BPC Virtus Cassino-Blu Basket Treviglio           | 80-90         | 24 mar.       |

| andata (12ª) | andata (12ª) | 12ª giornata                                          | ritorno (27ª) | ritorno (27ª) |
|              |              |                                                       |               |               |
| 15 dic.      | 87-80        | Leonis Roma-Zeus Energy Group Rieti                   | 55-71         | 31 mar.       |
| 16 dic.      | 83-87        | M Rinnovabili Agrigento-Virtus Roma                   | 81-91         | 31 mar.       |
| 16 dic.      | 101-89       | Givova Scafati-Novipiù Casale Monferrato              | 84-102        | 31 mar.       |
| 16 dic.      | 84-76        | Edilnol Pallacanestro Biella-2B Control Trapani       | 88-85         | 31 mar.       |
| 16 dic.      | 57-77        | Axpo Legnano-Bertram Tortona                          | 85-104        | 31 mar.       |
| 16 dic.      | 83-75        | Bergamo-BPC Virtus Cassino                            | 99-70         | 30 mar.       |
| 16 dic.      | 102-84       | Blu Basket Treviglio-Benacquista Assicurazioni Latina | 90-88         | 31 mar.       |
| annullata    | [ 8 ]        | Orlandina Basket-Mens Sana Siena 1871                 | [ 9 ]         | n.d.          |

| andata (13ª) | andata (13ª) | 13ª giornata                                                  | ritorno (28ª) | ritorno (28ª) |
|              |              |                                                               |               |               |
| 22 dic.      | 90-85        | Benacquista Assicurazioni Latina-Edilnol Pallacanestro Biella | 59-84         | 7 apr.        |
| 23 dic.      | 89-70        | Virtus Roma-Blu Basket Treviglio                              | 68-85         | 7 apr.        |
| 23 dic.      | 80-71        | Novipiù Casale Monferrato-Leonis Roma                         | 109-107       | 6 apr.        |
| 23 dic.      | 90-70        | 2B Control Trapani-M Rinnovabili Agrigento                    | 78-69         | 7 apr.        |
| 23 dic.      | 73-77        | Bertram Tortona-Orlandina Basket                              | 84-104        | 7 apr.        |
| annullata    | [ 8 ]        | Mens Sana Siena 1871-Bergamo                                  | [ 9 ]         | n.d.          |
| 23 dic.      | 70-83        | BPC Virtus Cassino-Axpo Legnano                               | 69-90         | 7 apr.        |
| 23 dic.      | 74-68        | Zeus Energy Group Rieti-Givova Scafati                        | 82-87         | 7 apr.        |

| andata (14ª) | andata (14ª) | 14ª giornata                                      | ritorno (29ª) | ritorno (29ª) |
|              |              |                                                   |               |               |
| annullata    | [ 8 ]        | Leonis Roma-Mens Sana Siena 1871                  | [ 9 ]         | n.d.          |
| 30 dic.      | 80-90        | Axpo Legnano-2B Control Trapani                   | 91-113        | 14 apr.       |
| 30 dic.      | 100-98       | Givova Scafati-Virtus Roma                        | 64-91         | 14 apr.       |
| 30 dic.      | 99-85        | Bergamo-Novipiù Casale Monferrato                 | 87-89         | 14 apr.       |
| 30 dic.      | 69-60        | Blu Basket Treviglio-Bertram Tortona              | 83-73         | 13 apr.       |
| 30 dic.      | 70-66        | M Rinnovabili Agrigento-Zeus Energy Group Rieti   | 64-81         | 14 apr.       |
| 30 dic.      | 92-63        | Edilnol Pallacanestro Biella-BPC Virtus Cassino   | 85-66         | 13 apr.       |
| 30 dic.      | 80-85        | Orlandina Basket-Benacquista Assicurazioni Latina | 96-93         | 14 apr.       |

| andata (15ª) | andata (15ª) | 15ª giornata                                           | ritorno (30ª) | ritorno (30ª) |
|              |              |                                                        |               |               |
| 6 gen.       | 100-81       | Virtus Roma-Axpo Legnano                               | 88-83         | 20 apr.       |
| 6 gen.       | 57-65        | Novipiù Casale Monferrato-Edilnol Pallacanestro Biella | 65-66         | 20 apr.       |
| 6 gen.       | 89-93        | 2B Control Trapani-Orlandina Basket                    | 77-90         | 20 apr.       |
| 6 gen.       | 75-78        | Bertram Tortona-Bergamo                                | 76-85         | 20 apr.       |
| annullata    | [ 8 ]        | Mens Sana Siena 1871-M Rinnovabili Agrigento           | [ 9 ]         | n.d.          |
| 6 gen.       | 59-57        | Zeus Energy Group Rieti-Blu Basket Treviglio           | 70-73         | 20 apr.       |
| 6 gen.       | 110-95       | Benacquista Assicurazioni Latina-Leonis Roma           | 109-72        | 20 apr.       |
| 6 gen.       | 69-73        | BPC Virtus Cassino-Givova Scafati                      | 83-93         | 20 apr.       |

## Playout
Il primo turno ed il secondo turno, che viene giocato solo dalle vincenti del primo turno, si disputano al meglio delle cinque gare, con Gara 1, Gara 2 ed eventuale Gara 5 giocate in casa della squadra che ha ottenuto la migliore classifica al termine della fase di qualificazione.
Solo la vincente del secondo turno mantiene il diritto di partecipazione alla Serie A2 2019-2020, mentre le due perdenti del primo turno e la perdente del secondo turno retrocedono in Serie B 2019-2020.

### Tabellone
Aggiornato al 20 maggio 2019.
|  | Primo turno | Primo turno         | Primo turno | Primo turno | Primo turno | Primo turno | Primo turno |  |  | Secondo turno   | Secondo turno   | Secondo turno | Secondo turno | Secondo turno | Secondo turno | Secondo turno |  |
|  |             |                     |             |             |             |             |             |  |  |                 |                 |               |               |               |               |               |  |
|  | 14E         | Bakery Piacenza     | 82          | 99          | 88          | –           | –           |  |  |                 |                 |               |               |               |               |               |  |
|  | 15O         | Virtus Cassino      | 80          | 89          | 66          | –           | –           |  |  | Bakery Piacenza | Bakery Piacenza | 87            | 84            | 75            | 74            | 66            |  |
|  | 14O         | Legnano Basket      | 95          | 90          | 84          | 63          | 86          |  |  | Legnano Basket  | Legnano Basket  | 85            | 88            | 92            | 72            | 95            |  |
|  | 15E         | Benedetto XIV Cento | 82          | 73          | 93          | 83          | 84          |  |  |                 |                 |               |               |               |               |               |  |

### Primo turno

#### Piacenza - Cassino
| Piacenza 28 aprile 2019, ore 18:00 Gara 1                                                                                           | Bakery Piacenza | 82 – 80 (15-24; 48-40; 69-59) referto | Virtus Cassino | PalaFranzanti |
| Appling 20 Castelli 16 Pastore 15 Punti 23 Ojo 16 Ingrosso 12 Paolin, Raucci Appling 5 Assist 3 Ojo Castelli 10 Rimbalzi 9 Ingrosso |                 |                                       |                |               |
| |                 |                                       |                |               |
| Appling 20 Castelli 16 Pastore 15                                                                                                   | Punti           | 23 Ojo 16 Ingrosso 12 Paolin, Raucci  |                |               |
| Appling 5 | Assist          | 3 Ojo                                 |                |               |
| Castelli 10 | Rimbalzi        | 9 Ingrosso                            |                |               |

| Piacenza 30 aprile 2019, ore 20:30 Gara 2                                                                                                | Bakery Piacenza | 99 – 89 (d.t.s.) (21-15; 29-41; 41-54; 76-76) referto | Virtus Cassino | PalaFranzanti |
| Appling 29 Castelli 18 Perego 13 Punti 39 Raucci 27 Ojo 7 Paolin Green 7 Assist 3 Hall , Paolin, Sorrentino Perego 14 Rimbalzi 13 Raucci |                 |                                                       |                |               |
| |                 |                                                       |                |               |
| Appling 29 Castelli 18 Perego 13 | Punti           | 39 Raucci 27 Ojo 7 Paolin                             |                |               |
| Green 7 | Assist          | 3 Hall, Paolin, Sorrentino                            |                |               |
| Perego 14 | Rimbalzi        | 13 Raucci                                             |                |               |

| Frosinone 3 maggio 2019, ore 20:30 Gara 3 | Virtus Cassino | 68 – 88 (16-21; 24-46; 34-67) referto       | Bakery Piacenza | Palazzetto dello sport "Città di Frosinone" |
| Raucci 15 Ingrosso 14 Ojo 11 Punti 23 Pastore 17 Appling 17 11 Castelli, Green Guaccio 3 Assist 11 Green Guaccio, Ingrosso, Raucci 6 Rimbalzi 6 Castelli |                |                                             |                 |                                             |
| |                |                                             |                 |                                             |
| Raucci 15 Ingrosso 14 Ojo 11 | Punti          | 23 Pastore 17 Appling 17 11 Castelli, Green |                 |                                             |
| Guaccio 3 | Assist         | 11 Green                                    |                 |                                             |
| Guaccio, Ingrosso, Raucci 6 | Rimbalzi       | 6 Castelli                                  |                 |                                             |

#### Legnano - Cento
| Castellanza 28 aprile 2019, ore 20:30 Gara 1                                                                                 | Legnano Basket | 95 – 82 (16-26; 43-47; 65-65) referto | Benedetto XIV Cento | PalaBorsani |
| Thomas 32 Raffa 25 Bianchi 13 Punti 24 Taylor 16 Gasparin 12 Ebeling Ferri 5 Assist 6 Gasparin Bianchi 19 Rimbalzi 9 Ebeling |                |                                       |                     |             |
| |                |                                       |                     |             |
| Thomas 32 Raffa 25 Bianchi 13                                                                                                | Punti          | 24 Taylor 16 Gasparin 12 Ebeling      |                     |             |
| Ferri 5 | Assist         | 6 Gasparin                            |                     |             |
| Bianchi 19 | Rimbalzi       | 9 Ebeling                             |                     |             |

| Castellanza 30 aprile 2019, ore 18:00 Gara 2 | Legnano Basket | 90 – 73 (21-20; 44-36; 61-56) referto       | Benedetto XIV Cento | PalaBorsani |
| Raffa 24 Thomas 23 Bortolani 14 Punti 24 Taylor 14 Gasparin 11 Chiumenti, Ebeling Raffa 8 Assist 4 Gasparin, Taylor Thomas 14 Rimbalzi 10 White |                |                                             |                     |             |
| |                |                                             |                     |             |
| Raffa 24 Thomas 23 Bortolani 14 | Punti          | 24 Taylor 14 Gasparin 11 Chiumenti, Ebeling |                     |             |
| Raffa 8 | Assist         | 4 Gasparin, Taylor                          |                     |             |
| Thomas 14 | Rimbalzi       | 10 White                                    |                     |             |

| San Lazzaro di Savena 3 maggio 2019, ore 21:00 Gara 3                                                                                             | Benedetto XIV Cento | 93 – 84 (18-31; 48-49; 74-69) referto | Legnano Basket | PalaSavena |
| Taylor 30 Taflaj 14 Moreno 12 Punti 28 Raffa 21 Thomas Serpilli 12 Moreno, Taylor Assist 5 Raffa Gasparin 8 Rimbalzi 5 Bianchi, Bozzetto , Thomas |                     |                                       |                |            |
| |                     |                                       |                |            |
| Taylor 30 Taflaj 14 Moreno 12 | Punti               | 28 Raffa 21 Thomas Serpilli 12        |                |            |
| Moreno, Taylor | Assist              | 5 Raffa                               |                |            |
| Gasparin 8 | Rimbalzi            | 5 Bianchi, Bozzetto, Thomas           |                |            |

| San Lazzaro di Savena 6 maggio 2019, ore 21:00 Gara 4                                                                   | Benedetto XIV Cento | 86 – 63 (29-7; 55-19; 66-48) referto | Legnano Basket | PalaSavena |
| White 26 Taylor 17 Gasparin 13 Punti 23 Thomas 19 Raffa 6 Bozzetto Moreno 8 Assist 3 Ferri Ebeling 8 Rimbalzi 14 Thomas |                     |                                      |                |            |
| |                     |                                      |                |            |
| White 26 Taylor 17 Gasparin 13                                                                                          | Punti               | 23 Thomas 19 Raffa 6 Bozzetto        |                |            |
| Moreno 8 | Assist              | 3 Ferri                              |                |            |
| Ebeling 8 | Rimbalzi            | 14 Thomas                            |                |            |

| Castellanza 8 maggio 2019, ore 20:30 Gara 5                                                                                  | Legnano Basket | 86 – 84 (21-21; 43-47; 67-65) referto | Benedetto XIV Cento | PalaBorsani |
| Raffa 43 Thomas 17 Ferri 11 Punti 25 White 22 Taylor 9 Moreno Ferri 5 Assist 5 Taylor Thomas 11 Rimbalzi 7 Chiumenti , White |                |                                       |                     |             |
| |                |                                       |                     |             |
| Raffa 43 Thomas 17 Ferri 11                                                                                                  | Punti          | 25 White 22 Taylor 9 Moreno           |                     |             |
| Ferri 5 | Assist         | 5 Taylor                              |                     |             |
| Thomas 11 | Rimbalzi       | 7 Chiumenti, White                    |                     |             |

### Secondo turno

#### Piacenza - Legnano
| Piacenza 12 maggio 2019, ore 18:00 Gara 1                                                                                    | Bakery Piacenza | 87 – 85 (15-19; 42-39; 66-60) referto | Legnano Basket | PalaFranzanti |
| Appling 31 Perego 18 Castelli 15 Punti 28 Raffa 27 Thomas 11 Bortolani Green 9 Assist 6 Raffa Castelli 11 Rimbalzi 12 Thomas |                 |                                       |                |               |
| |                 |                                       |                |               |
| Appling 31 Perego 18 Castelli 15                                                                                             | Punti           | 28 Raffa 27 Thomas 11 Bortolani       |                |               |
| Green 9 | Assist          | 6 Raffa                               |                |               |
| Castelli 11 | Rimbalzi        | 12 Thomas                             |                |               |

| Piacenza 14 maggio 2019, ore 20:30 Gara 2                                                                                   | Bakery Piacenza | 84 – 88 (16-21; 35-36; 62-58) referto | Legnano Basket | PalaFranzanti |
| Appling 27 Green 19 Cassar 14 Punti 19 Bortolani 16 Raffa 15 Bozzetto Green 8 Assist 5 Ferri Cassar 14 Rimbalzi 14 Bozzetto |                 |                                       |                |               |
| |                 |                                       |                |               |
| Appling 27 Green 19 Cassar 14                                                                                               | Punti           | 19 Bortolani 16 Raffa 15 Bozzetto     |                |               |
| Green 8 | Assist          | 5 Ferri                               |                |               |
| Cassar 14 | Rimbalzi        | 14 Bozzetto                           |                |               |

| Castellanza 17 maggio 2019, ore 20:30 Gara 3                                                                                 | Legnano Basket | 92 – 75 (27-16; 51-37; 74-50) referto | Bakery Piacenza | PalaBorsani |
| Raffa 30 Thomas 21 Bortolani 11 Punti 27 Appling 14 Castelli 13 Pastore Ferri 8 Assist 5 Perego Bozzetto 10 Rimbalzi 7 Spera |                |                                       |                 |             |
| |                |                                       |                 |             |
| Raffa 30 Thomas 21 Bortolani 11                                                                                              | Punti          | 27 Appling 14 Castelli 13 Pastore     |                 |             |
| Ferri 8 | Assist         | 5 Perego                              |                 |             |
| Bozzetto 10 | Rimbalzi       | 7 Spera                               |                 |             |

| Castellanza 19 maggio 2019, ore 18:30 Gara 4                                                                                             | Legnano Basket | 72 – 74 (21-20; 36-41; 60-50) referto     | Bakery Piacenza | PalaBorsani |
| Thomas 26 Raffa 19 Ferri 11 Punti 29 Appling 13 Castelli 13 8 Green , Guerra Ferri, Raffa 7 Assist 7 Green Bozzetto 13 Rimbalzi 7 Guerra |                |                                           |                 |             |
| |                |                                           |                 |             |
| Thomas 26 Raffa 19 Ferri 11 | Punti          | 29 Appling 13 Castelli 13 8 Green, Guerra |                 |             |
| Ferri, Raffa 7 | Assist         | 7 Green                                   |                 |             |
| Bozzetto 13 | Rimbalzi       | 7 Guerra                                  |                 |             |

| Piacenza 22 maggio 2019, ore 20:30 Gara 5 | Bakery Piacenza | 66 – 95 (21-26; 38-48; 51-72) referto  | Legnano Basket | PalaFranzanti |
| Pastore, Perego 14 Appling , Guerra 10 Green 9 Punti 19 Bortolani, Thomas 18 Ferri 14 Raffa Green 5 Assist 4 Raffa, Thomas Pastore 5 Rimbalzi 10 Bozzetto |                 |                                        |                |               |
| |                 |                                        |                |               |
| Pastore, Perego 14 Appling, Guerra 10 Green 9 | Punti           | 19 Bortolani, Thomas 18 Ferri 14 Raffa |                |               |
| Green 5 | Assist          | 4 Raffa, Thomas                        |                |               |
| Pastore 5 | Rimbalzi        | 10 Bozzetto                            |                |               |

## Playoff
Tutti i turni dei playoff si disputano al meglio delle cinque gare, con Gara 1, Gara 2 ed eventuale Gara 5 giocate in casa della squadra che ha ottenuto la migliore classifica al termine della fase di qualificazione.
La vincente dei playoff sarà la terza promossa in Serie A per la stagione 2019-2020.

### Tabellone
Aggiornato al 17 giugno 2019.
|  | Ottavi di finale | Ottavi di finale    | Ottavi di finale |                   |    | Quarti di finale | Quarti di finale | Quarti di finale |  |  | Semifinali | Semifinali | Semifinali |  |  | Finale | Finale | Finale |  |
|  |                  |                     |                  |                   |    |                  |                  |                  |  |  |            |            |            |  |  |        |        |        |  |
|  | 2E               | Universo Treviso    | 3                |                   |    |                  |                  |                  |  |  |            |            |            |  |  |        |        |        |  |
|  | 2E               | Universo Treviso    | 3                |                   |    |                  |                  |                  |  |  |            |            |            |  |  |        |        |        |  |
|  | 9O               | Pall. Trapani       | 2                |                   |    |                  |                  |                  |  |  |            |            |            |  |  |        |        |        |  |
|  | 9O               | Pall. Trapani       | 2                |                   | 2E | Universo Treviso | 3                |                  |  |  |            |            |            |  |  |        |        |        |  |
|  |                  |                     |                  |                   | 2E | Universo Treviso | 3                |                  |  |  |            |            |            |  |  |        |        |        |  |
|  |                  |                     | 5O               | N.P.C. Rieti      | 0  |                  |                  |                  |  |  |            |            |            |  |  |        |        |        |  |
|  | 5O               | N.P.C. Rieti        | 5O               | N.P.C. Rieti      | 0  | 3                |                  |                  |  |  |            |            |            |  |  |        |        |        |  |
|  | 5O               | N.P.C. Rieti        |                  |                   |    |                  |                  |                  |  |  |            |            |            |  |  |        |        |        |  |
|  | 6E               | Pall. Forlì 2.015   | 2                |                   |    |                  |                  |                  |  |  |            |            |            |  |  |        |        |        |  |
|  | 6E               | Pall. Forlì 2.015   | 2                |                   | 2E | Universo Treviso | 3                |                  |  |  |            |            |            |  |  |        |        |        |  |
|  |                  |                     |                  |                   |    |                  |                  |                  |  |  |            |            |            |  |  |        |        |        |  |
|  |                  |                     | 3O               | Blu Treviglio     | 1  |                  |                  |                  |  |  |            |            |            |  |  |        |        |        |  |
|  | 4E               | Scaligera Verona    | 3O               | Blu Treviglio     | 1  | 3                |                  |                  |  |  |            |            |            |  |  |        |        |        |  |
|  | 4E               | Scaligera Verona    |                  |                   |    |                  |                  |                  |  |  |            |            |            |  |  |        |        |        |  |
|  | 7O               | Junior Casale       | 1                |                   |    |                  |                  |                  |  |  |            |            |            |  |  |        |        |        |  |
|  | 7O               | Junior Casale       | 1                |                   | 4E | Scaligera Verona | 2                |                  |  |  |            |            |            |  |  |        |        |        |  |
|  |                  |                     |                  |                   | 4E | Scaligera Verona | 2                |                  |  |  |            |            |            |  |  |        |        |        |  |
|  |                  |                     | 3O               | Blu Treviglio     | 3  |                  |                  |                  |  |  |            |            |            |  |  |        |        |        |  |
|  | 3O               | Blu Treviglio       | 3O               | Blu Treviglio     | 3  | 3                |                  |                  |  |  |            |            |            |  |  |        |        |        |  |
|  | 3O               | Blu Treviglio       |                  |                   |    |                  |                  |                  |  |  |            |            |            |  |  |        |        |        |  |
|  | 8E               | Pall. Roseto        | 2                |                   |    |                  |                  |                  |  |  |            |            |            |  |  |        |        |        |  |
|  | 8E               | Pall. Roseto        | 2                |                   | 2E | Universo Treviso | 3                |                  |  |  |            |            |            |  |  |        |        |        |  |
|  |                  |                     |                  |                   |    |                  |                  |                  |  |  |            |            |            |  |  |        |        |        |  |
|  |                  |                     | 2O               | Orlandina         | 0  |                  |                  |                  |  |  |            |            |            |  |  |        |        |        |  |
|  | 2O               | Orlandina           | 2O               | Orlandina         | 0  | 3                |                  |                  |  |  |            |            |            |  |  |        |        |        |  |
|  | 2O               | Orlandina           |                  |                   |    |                  |                  |                  |  |  |            |            |            |  |  |        |        |        |  |
|  | 9E               | Basket Ravenna      | 0                |                   |    |                  |                  |                  |  |  |            |            |            |  |  |        |        |        |  |
|  | 9E               | Basket Ravenna      | 0                |                   | 2O | Orlandina        | 3                |                  |  |  |            |            |            |  |  |        |        |        |  |
|  |                  |                     |                  |                   | 2O | Orlandina        | 3                |                  |  |  |            |            |            |  |  |        |        |        |  |
|  |                  |                     | 6O               | Pall. Biella      | 0  |                  |                  |                  |  |  |            |            |            |  |  |        |        |        |  |
|  | 5E               | Amici Pall. Udinese | 6O               | Pall. Biella      | 0  | 1                |                  |                  |  |  |            |            |            |  |  |        |        |        |  |
|  | 5E               | Amici Pall. Udinese |                  |                   |    |                  |                  |                  |  |  |            |            |            |  |  |        |        |        |  |
|  | 6O               | Pall. Biella        | 3                |                   |    |                  |                  |                  |  |  |            |            |            |  |  |        |        |        |  |
|  | 6O               | Pall. Biella        | 3                |                   | 2O | Orlandina        | 3                |                  |  |  |            |            |            |  |  |        |        |        |  |
|  |                  |                     |                  |                   |    |                  |                  |                  |  |  |            |            |            |  |  |        |        |        |  |
|  |                  |                     | 4O               | Bergamo B. 2014   | 0  |                  |                  |                  |  |  |            |            |            |  |  |        |        |        |  |
|  | 4O               | Bergamo B. 2014     | 4O               | Bergamo B. 2014   | 0  | 3                |                  |                  |  |  |            |            |            |  |  |        |        |        |  |
|  | 4O               | Bergamo B. 2014     |                  |                   |    |                  |                  |                  |  |  |            |            |            |  |  |        |        |        |  |
|  | 7E               | Mantova             | 2                |                   |    |                  |                  |                  |  |  |            |            |            |  |  |        |        |        |  |
|  | 7E               | Mantova             | 2                |                   | 4O | Bergamo B. 2014  | 3                |                  |  |  |            |            |            |  |  |        |        |        |  |
|  |                  |                     |                  |                   | 4O | Bergamo B. 2014  | 3                |                  |  |  |            |            |            |  |  |        |        |        |  |
|  |                  |                     | 3E               | Pod. Montegranaro | 1  |                  |                  |                  |  |  |            |            |            |  |  |        |        |        |  |
|  | 3E               | Pod. Montegranaro   | 3E               | Pod. Montegranaro | 1  | 3                |                  |                  |  |  |            |            |            |  |  |        |        |        |  |
|  | 3E               | Pod. Montegranaro   |                  |                   |    |                  |                  |                  |  |  |            |            |            |  |  |        |        |        |  |
|  | 8O               | Latina Basket       | 2                |                   |    |                  |                  |                  |  |  |            |            |            |  |  |        |        |        |  |

### Ottavi di finale

#### Treviso - Trapani
| Villorba 28 aprile 2019, ore 18:00 Gara 1                                                                            | Universo Treviso | 71 – 59 (23-17; 40-24; 58-43) referto | Pall. Trapani | PalaVerde |
| Burnett 20 Imbrò 13 Logan 11 Punti 16 Clarke 12 Renzi 8 Miaschi Imbrò 4 Assist 4 Clarke Lombardi 9 Rimbalzi 6 Clarke |                  |                                       |               |           |
| |                  |                                       |               |           |
| Burnett 20 Imbrò 13 Logan 11                                                                                         | Punti            | 16 Clarke 12 Renzi 8 Miaschi          |               |           |
| Imbrò 4 | Assist           | 4 Clarke                              |               |           |
| Lombardi 9 | Rimbalzi         | 6 Clarke                              |               |           |

| Villorba 30 aprile 2019, ore 20:30 Gara 2                                                                                           | Universo Treviso | 98 – 68 (20-14; 51-36; 70-55) referto | Pall. Trapani | PalaVerde |
| Logan 19 Burnett , Tessitori 16 Uglietti 12 Punti 14 Renzi 13 Pullazi 12 Clarke Imbrò 8 Assist 7 Renzi Tessitori 9 Rimbalzi 8 Renzi |                  |                                       |               |           |
| |                  |                                       |               |           |
| Logan 19 Burnett, Tessitori 16 Uglietti 12                                                                                          | Punti            | 14 Renzi 13 Pullazi 12 Clarke         |               |           |
| Imbrò 8 | Assist           | 7 Renzi                               |               |           |
| Tessitori 9 | Rimbalzi         | 8 Renzi                               |               |           |

| Trapani 3 maggio 2019, ore 20:30 Gara 3                                                                                          | Pall. Trapani | 89 – 85 (23-15; 47-42; 74-65) referto | Universo Treviso | PalaIlio |
| Ayers , Pullazi 19 Renzi 14 Miaschi 12 Punti 17 Imbrò 15 Burnett 14 Lombardi Clarke 5 Assist 5 Logan Pullazi 7 Rimbalzi 6 Alviti |               |                                       |                  |          |
| |               |                                       |                  |          |
| Ayers, Pullazi 19 Renzi 14 Miaschi 12                                                                                            | Punti         | 17 Imbrò 15 Burnett 14 Lombardi       |                  |          |
| Clarke 5 | Assist        | 5 Logan                               |                  |          |
| Pullazi 7 | Rimbalzi      | 6 Alviti                              |                  |          |

| Trapani 5 maggio 2019, ore 20:30 Gara 4 | Pall. Trapani | 80 – 74 (13-19; 36-38; 64-51) referto | Universo Treviso | PalaIlio |
| Clarke , Renzi 20 Ayers 12 Miaschi 10 Punti 23 Burnett 18 Tessitori 9 Logan Mollura 3 Assist 3 Burnett, Uglietti Pullazi 13 Rimbalzi 9 Tessitori |               |                                       |                  |          |
| |               |                                       |                  |          |
| Clarke, Renzi 20 Ayers 12 Miaschi 10 | Punti         | 23 Burnett 18 Tessitori 9 Logan       |                  |          |
| Mollura 3 | Assist        | 3 Burnett, Uglietti                   |                  |          |
| Pullazi 13 | Rimbalzi      | 9 Tessitori                           |                  |          |

| Villorba 8 maggio 2019, ore 20:30 Gara 5                                                                                    | Universo Treviso | 90 – 66 (19-17; 33-31; 66-50) referto  | Pall. Trapani | PalaVerde |
| Logan 24 Imbrò 18 Alviti 13 Punti 18 Clarke 11 Renzi 10 Miaschi, Pullazi Imbrò 5 Assist 6 Clarke Alviti 11 Rimbalzi 6 Renzi |                  |                                        |               |           |
| |                  |                                        |               |           |
| Logan 24 Imbrò 18 Alviti 13                                                                                                 | Punti            | 18 Clarke 11 Renzi 10 Miaschi, Pullazi |               |           |
| Imbrò 5 | Assist           | 6 Clarke                               |               |           |
| Alviti 11 | Rimbalzi         | 6 Renzi                                |               |           |

#### Rieti - Forlì
| Rieti 28 aprile 2019, ore 18:00 Gara 1 | N.P.C. Rieti | 74 – 71 (15-19; 32-29; 54-46) referto | Pall. Forlì 2.015 | PalaSojourner |
| Jackson 19 Vildera 15 Carenza 13 Punti 30 Giachetti 16 Marini 9 Lawson Jackson 8 Assist 5 Giachetti Vildera 9 Rimbalzi 8 De Laurentiis, Lawson |              |                                       |                   |               |
| |              |                                       |                   |               |
| Jackson 19 Vildera 15 Carenza 13 | Punti        | 30 Giachetti 16 Marini 9 Lawson       |                   |               |
| Jackson 8 | Assist       | 5 Giachetti                           |                   |               |
| Vildera 9 | Rimbalzi     | 8 De Laurentiis, Lawson               |                   |               |

| Rieti 30 aprile 2019, ore 21:00 Gara 2                                                                                                  | N.P.C. Rieti | 66 – 61 (15-12; 34-32; 51-43) referto | Pall. Forlì 2.015 | PalaSojourner |
| Jones 17 Jackson 14 Vildera 10 Punti 21 Lawson 15 Giachetti 11 Marini Jones 14 Assist 7 Donzelli , Lawson Jackson 8 Rimbalzi 3 Donzelli |              |                                       |                   |               |
| |              |                                       |                   |               |
| Jones 17 Jackson 14 Vildera 10 | Punti        | 21 Lawson 15 Giachetti 11 Marini      |                   |               |
| Jones 14 | Assist       | 7 Donzelli, Lawson                    |                   |               |
| Jackson 8 | Rimbalzi     | 3 Donzelli                            |                   |               |

| Forlì 3 maggio 2019, ore 20:30 Gara 3 | Pall. Forlì 2.015 | 89 – 64 (22-10; 46-25; 65-52) referto    | N.P.C. Rieti | PalaGalassi |
| Marini 24 Giachetti 16 Johnson 11 Punti 11 Tomasini, Vildera 10 Carenza 8 Casini Marini 3 Assist 4 Tomasini De Laurentiis 9 Rimbalzi 5 Vildera |                   |                                          |              |             |
| |                   |                                          |              |             |
| Marini 24 Giachetti 16 Johnson 11 | Punti             | 11 Tomasini, Vildera 10 Carenza 8 Casini |              |             |
| Marini 3 | Assist            | 4 Tomasini                               |              |             |
| De Laurentiis 9 | Rimbalzi          | 5 Vildera                                |              |             |

| Forlì 5 maggio 2019, ore 18:00 Gara 4 | Pall. Forlì 2.015 | 84 – 74 (14-16; 37-41; 58-58) referto      | N.P.C. Rieti | PalaGalassi |
| Marini 21 Giachetti 14 Johnson 13 Punti 18 Jackson 18 16 Tomasini 11 Casini , Jones Giachetti, Marini 4 Assist 7 Jackson De Laurentiis, Marini 7 Rimbalzi 10 Jones |                   |                                            |              |             |
| |                   |                                            |              |             |
| Marini 21 Giachetti 14 Johnson 13 | Punti             | 18 Jackson 18 16 Tomasini 11 Casini, Jones |              |             |
| Giachetti, Marini 4 | Assist            | 7 Jackson                                  |              |             |
| De Laurentiis, Marini 7 | Rimbalzi          | 10 Jones                                   |              |             |

| Rieti 8 maggio 2019, ore 21:00 Gara 5 | N.P.C. Rieti | 95 – 67 (23-13; 53-33; 77-51) referto      | Pall. Forlì 2.015 | PalaSojourner |
| Jackson 23 Jones 16 Giovanni Vildera 15 Punti 20 Giachetti 9 Donzelli , Lawson 8 DiLiegro Casini , Jackson 5 Assist 4 Giachetti Vildera 8 Rimbalzi 6 Lawson |              |                                            |                   |               |
| |              |                                            |                   |               |
| Jackson 23 Jones 16 Giovanni Vildera 15 | Punti        | 20 Giachetti 9 Donzelli, Lawson 8 DiLiegro |                   |               |
| Casini, Jackson 5 | Assist       | 4 Giachetti                                |                   |               |
| Vildera 8 | Rimbalzi     | 6 Lawson                                   |                   |               |

#### Verona - Casale Monferrato
| Verona 28 aprile 2019, ore 18:00 Gara 1                                                                                               | Scaligera Verona | 78 – 76 (21-23; 43-36; 61-57) referto | Junior Casale | AGSM Forum |
| Amato , Poletti 18 Ferguson 16 Udom 14 Punti 20 Musso 15 Pinkins 9 Pepper Amato 3 Assist 2 Musso, Pinkins Udom 11 Rimbalzi 13 Pinkins |                  |                                       |               |            |
| |                  |                                       |               |            |
| Amato, Poletti 18 Ferguson 16 Udom 14                                                                                                 | Punti            | 20 Musso 15 Pinkins 9 Pepper          |               |            |
| Amato 3 | Assist           | 2 Musso, Pinkins                      |               |            |
| Udom 11 | Rimbalzi         | 13 Pinkins                            |               |            |

| Verona 30 aprile 2019, ore 20:45 Gara 2 | Scaligera Verona | 69 – 76 (26-19; 42-25; 53-48) referto | Junior Casale | AGSM Forum |
| Candussi 16 Ferguson 14 Poletti 13 Punti 19 Denegri 15 Cesana 14 Pinkins Amato , Ferguson 4 Assist 3 Martinoni , Musso , Pinkins Poletti 10 Rimbalzi 10 Pinkins |                  |                                       |               |            |
| |                  |                                       |               |            |
| Candussi 16 Ferguson 14 Poletti 13 | Punti            | 19 Denegri 15 Cesana 14 Pinkins       |               |            |
| Amato, Ferguson 4 | Assist           | 3 Martinoni, Musso, Pinkins           |               |            |
| Poletti 10 | Rimbalzi         | 10 Pinkins                            |               |            |

| Casale Monferrato 3 maggio 2019, ore 20:30 Gara 3 | Junior Casale | 73 – 83 (12-17; 36-42; 58-62) referto     | Scaligera Verona | PalaFerraris |
| Musso , Pinkins 17 Denegri 12 Pepper , Valentini 9 Punti 21 Amato 13 Ferguson 11 Poletti , Severini Denegri, Pepper 4 Assist 5 Udom , Vujačić Pinkins 7 Rimbalzi 10 Udom |               |                                           |                  |              |
| |               |                                           |                  |              |
| Musso, Pinkins 17 Denegri 12 Pepper, Valentini 9 | Punti         | 21 Amato 13 Ferguson 11 Poletti, Severini |                  |              |
| Denegri, Pepper 4 | Assist        | 5 Udom, Vujačić                           |                  |              |
| Pinkins 7 | Rimbalzi      | 10 Udom                                   |                  |              |

| Casale Monferrato 5 maggio 2019, ore 18:00 Gara 4 | Junior Casale | 56 – 61 (12-12; 31-26; 42-44) referto           | Scaligera Verona | PalaFerraris |
| Pinkins 25 Pepper 13 Denegri , Musso 5 Punti 15 Poletti 10 Candussi , Vujačić 8 Amato , Ikangi Pinkins 6 Assist 5 Ferguson , Vujačić Pinkins 12 Rimbalzi 10 Poletti |               |                                                 |                  |              |
| |               |                                                 |                  |              |
| Pinkins 25 Pepper 13 Denegri, Musso 5 | Punti         | 15 Poletti 10 Candussi, Vujačić 8 Amato, Ikangi |                  |              |
| Pinkins 6 | Assist        | 5 Ferguson, Vujačić                             |                  |              |
| Pinkins 12 | Rimbalzi      | 10 Poletti                                      |                  |              |

#### Treviglio - Roseto
| Treviglio 28 aprile 2019, ore 18:00 Gara 1                                                                                                | Blu Treviglio | 73 – 75 (18-16; 37-35; 53-54) referto | Pall. Roseto | PalaFacchetti |
| Roberts 17 Caroti 15 Nikolić 14 Punti 20 Sherrod 19 Akele 15 Rodriguez Nikolić 5 Assist 4 Rodriguez, Sherrod Nikolić 10 Rimbalzi 11 Akele |               |                                       |              |               |
| |               |                                       |              |               |
| Roberts 17 Caroti 15 Nikolić 14 | Punti         | 20 Sherrod 19 Akele 15 Rodriguez      |              |               |
| Nikolić 5 | Assist        | 4 Rodriguez, Sherrod                  |              |               |
| Nikolić 10 | Rimbalzi      | 11 Akele                              |              |               |

| Treviglio 30 aprile 2019, ore 21:00 Gara 2                                                                                      | Blu Treviglio | 80 – 76 (14-19; 38-35; 63-48) referto | Pall. Roseto | PalaFacchetti |
| M. Nikolić 23 Reati 14 Roberts 13 Punti 14 Akele 12 Rodriguez 11 Person Caroti 5 Assist 3 L. Nikolić Borra 10 Rimbalzi 6 Bayehe |               |                                       |              |               |
| |               |                                       |              |               |
| M. Nikolić 23 Reati 14 Roberts 13                                                                                               | Punti         | 14 Akele 12 Rodriguez 11 Person       |              |               |
| Caroti 5 | Assist        | 3 L. Nikolić                          |              |               |
| Borra 10 | Rimbalzi      | 6 Bayehe                              |              |               |

| Roseto degli Abruzzi 3 maggio 2019, ore 21:00 Gara 3 | Pall. Roseto | 83 – 73 (20-25; 49-38; 69-60) referto | Blu Treviglio | PalaMaggetti |
| Person 25 Sherrod 20 Akele , L. Nikolić 11 Punti 21 Borra 16 Caroti 15 M. Nikolić L. Nikolić 4 Assist 4 Borra, Reati Sherrod 10 Rimbalzi 6 M. Nikolić, Reati, Roberts |              |                                       |               |              |
| |              |                                       |               |              |
| Person 25 Sherrod 20 Akele, L. Nikolić 11 | Punti        | 21 Borra 16 Caroti 15 M. Nikolić      |               |              |
| L. Nikolić 4 | Assist       | 4 Borra, Reati                        |               |              |
| Sherrod 10 | Rimbalzi     | 6 M. Nikolić, Reati, Roberts          |               |              |

| Roseto degli Abruzzi 5 maggio 2019, ore 18:00 Gara 4                                                                                            | Pall. Roseto | 77 – 83 (19-20; 44-42; 55-61) referto | Blu Treviglio | PalaMaggetti |
| Person 19 Akele 17 Pierich , Rodriguez 11 Punti 19 Roberts 17 Caroti 16 M. Nikolić Rodriguez 4 Assist 4 Caroti Sherrod 10 Rimbalzi 7 M. Nikolić |              |                                       |               |              |
| |              |                                       |               |              |
| Person 19 Akele 17 Pierich, Rodriguez 11 | Punti        | 19 Roberts 17 Caroti 16 M. Nikolić    |               |              |
| Rodriguez 4 | Assist       | 4 Caroti                              |               |              |
| Sherrod 10 | Rimbalzi     | 7 M. Nikolić                          |               |              |

| Treviglio 8 maggio 2019, ore 21:00 Gara 5 | Blu Treviglio | 81 – 74 (17-17; 41-41; 63-57) referto | Pall. Roseto | PalaFacchetti |
| M. Nikolić 23 Roberts 20 Borra 15 Punti 25 Sherrod 11 Rodriguez 11 9 Pierich Caroti 6 Assist 6 L. Nikolić Palumbo 11 Rimbalzi 7 Akele , Eboua |               |                                       |              |               |
| |               |                                       |              |               |
| M. Nikolić 23 Roberts 20 Borra 15 | Punti         | 25 Sherrod 11 Rodriguez 11 9 Pierich  |              |               |
| Caroti 6 | Assist        | 6 L. Nikolić                          |              |               |
| Palumbo 11 | Rimbalzi      | 7 Akele, Eboua                        |              |               |

#### Capo d'Orlando - Ravenna
| Capo d'Orlando 27 aprile 2019, ore 21:00 Gara 1                                                                              | Orlandina | 94 – 79 (28-18; 52-41; 71-61) referto | Basket Ravenna | PalaSikeliArchivi |
| Parks 31 Triche 20 Trapani 16 Punti 22 Smith 14 Masciadri 11 Hairston Triche 8 Assist 5 Marino Trapani 9 Rimbalzi 9 Hairston |           |                                       |                |                   |
| |           |                                       |                |                   |
| Parks 31 Triche 20 Trapani 16                                                                                                | Punti     | 22 Smith 14 Masciadri 11 Hairston     |                |                   |
| Triche 8 | Assist    | 5 Marino                              |                |                   |
| Trapani 9 | Rimbalzi  | 9 Hairston                            |                |                   |

| Capo d'Orlando 29 aprile 2019, ore 21:00 Gara 2                                                                              | Orlandina | 100 – 83 (36-18; 61-46; 80-64) referto | Basket Ravenna | PalaSikeliArchivi |
| Triche 23 Trapani 17 Laganà 17 Punti 31 Smith 13 Montano 11 Hairston Triche 8 Assist 5 Cardillo Mobio 10 Rimbalzi 9 Hairston |           |                                        |                |                   |
| |           |                                        |                |                   |
| Triche 23 Trapani 17 Laganà 17                                                                                               | Punti     | 31 Smith 13 Montano 11 Hairston        |                |                   |
| Triche 8 | Assist    | 5 Cardillo                             |                |                   |
| Mobio 10 | Rimbalzi  | 9 Hairston                             |                |                   |

| Ravenna 2 maggio 2019, ore 20:30 Gara 3                                                                                                | Basket Ravenna | 76 – 92 (23-19; 40-49; 63-71) referto   | Orlandina | Palazzo Mauro De André |
| Smith 22 Hairston 16 Cardillo 13 Punti 30 Triche 19 Parks 13 Bruttini , Trapani Smith 5 Assist 11 Triche Masciadri 7 Rimbalzi 13 Parks |                |                                         |           |                        |
| |                |                                         |           |                        |
| Smith 22 Hairston 16 Cardillo 13 | Punti          | 30 Triche 19 Parks 13 Bruttini, Trapani |           |                        |
| Smith 5 | Assist         | 11 Triche                               |           |                        |
| Masciadri 7 | Rimbalzi       | 13 Parks                                |           |                        |

#### Udine - Biella
| Udine 27 aprile 2019, ore 20:30 Gara 1                                                                                              | Amici Pall. Udinese | 81 – 72 (31-25; 48-43; 62-62) referto | Pall. Biella | PalaCarnera |
| Powell 29 Simpson 20 Amici 16 Punti 22 Sims 20 Harrell 13 Antonutti Amici, Penna 5 Assist 4 Massone Powell 10 Rimbalzi 11 Antonutti |                     |                                       |              |             |
| |                     |                                       |              |             |
| Powell 29 Simpson 20 Amici 16 | Punti               | 22 Sims 20 Harrell 13 Antonutti       |              |             |
| Amici, Penna 5 | Assist              | 4 Massone                             |              |             |
| Powell 10 | Rimbalzi            | 11 Antonutti                          |              |             |

| Udine 29 aprile 2019, ore 20:30 Gara 2 | Amici Pall. Udinese | 72 – 80 referto                  | Pall. Biella | PalaCarnera |
| Simpson 19 Nikolić 16 Pellegrino 10 Punti 21 Sims 19 Saccaggi 16 Antonutti Mortellaro , Nikolić, Penna , Spanghero 4 Assist 5 Chiarastella Mortellaro, Nikolić, Powell 5 Rimbalzi 7 Sims |                     |                                  |              |             |
| |                     |                                  |              |             |
| Simpson 19 Nikolić 16 Pellegrino 10 | Punti               | 21 Sims 19 Saccaggi 16 Antonutti |              |             |
| Mortellaro, Nikolić, Penna, Spanghero 4 | Assist              | 5 Chiarastella                   |              |             |
| Mortellaro, Nikolić, Powell 5 | Rimbalzi            | 7 Sims                           |              |             |

| Biella 2 maggio 2019, ore 20:30 Gara 3 | Pall. Biella | 73 – 67 referto                 | Amici Pall. Udinese | HYPE Forum (2 357 spett.) |
| Harrell 17 Saccaggi , Sims , Wheatle 12 Chiarastella 11 Punti 19 Nikolić 11 Pinton 10 Simpson Chiarastella, Saccaggi 4 Assist 6 Penna Chiarastella, Harrell, Saccaggi, Sims 5 Rimbalzi 8 Mortellaro |              |                                 |                     |                           |
| |              |                                 |                     |                           |
| Harrell 17 Saccaggi, Sims, Wheatle 12 Chiarastella 11 | Punti        | 19 Nikolić 11 Pinton 10 Simpson |                     |                           |
| Chiarastella, Saccaggi 4 | Assist       | 6 Penna                         |                     |                           |
| Chiarastella, Harrell, Saccaggi, Sims 5 | Rimbalzi     | 8 Mortellaro                    |                     |                           |

| Biella 5 maggio 2019, ore 20:30 Gara 4 | Pall. Biella | 63 – 56 (24-17; 35-33; 47-52) referto      | Amici Pall. Udinese | HYPE Forum (3 054 spett.) |
| Harrell 24 Antonutti 15 Saccaggi 11 Punti 15 Simpson 10 Nikolić, Powell 7 Pellegrino Chiarastella 3 Assist 4 Nikolić Antonutti 9 Rimbalzi 11 Mortellaro , Pellegrino |              |                                            |                     |                           |
| |              |                                            |                     |                           |
| Harrell 24 Antonutti 15 Saccaggi 11 | Punti        | 15 Simpson 10 Nikolić, Powell 7 Pellegrino |                     |                           |
| Chiarastella 3 | Assist       | 4 Nikolić                                  |                     |                           |
| Antonutti 9 | Rimbalzi     | 11 Mortellaro, Pellegrino                  |                     |                           |

#### Bergamo - Mantova
| Bergamo 28 aprile 2019, ore 18:00 Gara 1                                                                                       | Bergamo B. 2014 | 94 – 85 (18-22, 42-44, 67-70) referto | Mantova | PalaAgnelli |
| Taylor 34 Roderick 25 Zucca 9 Punti 24 Visconti 14 Morse 13 Ghersetti Roderick 7 Assist 3 Vencato Roderick 8 Rimbalzi 11 Morse |                 |                                       |         |             |
| |                 |                                       |         |             |
| Taylor 34 Roderick 25 Zucca 9                                                                                                  | Punti           | 24 Visconti 14 Morse 13 Ghersetti     |         |             |
| Roderick 7 | Assist          | 3 Vencato                             |         |             |
| Roderick 8 | Rimbalzi        | 11 Morse                              |         |             |

| Bergamo 30 aprile 2019, ore 20:30 Gara 2 | Bergamo B. 2014 | 92 – 93 (d.1t.s.) (27-21, 41-38, 67-59, 85-85) referto | Mantova | PalaAgnelli |
| Taylor 33 Benvenuti 16 Roderick 13 Punti 29 Veideman 15 Ghersetti 10 Raspino Roderick, Zugno 4 Assist 4 Raspino Sergio 7 Rimbalzi 12 Raspino |                 |                                                        |         |             |
| |                 |                                                        |         |             |
| Taylor 33 Benvenuti 16 Roderick 13 | Punti           | 29 Veideman 15 Ghersetti 10 Raspino                    |         |             |
| Roderick, Zugno 4 | Assist          | 4 Raspino                                              |         |             |
| Sergio 7 | Rimbalzi        | 12 Raspino                                             |         |             |

| Mantova 3 maggio 2019, ore 20:30 Gara 3 | Mantova  | 69 – 78 (21-17, 31-37, 46-55) referto              | Bergamo B. 2014 | PalaBam |
| Ghersetti 19 Morse , Visconti 10 Poggi, Vencato 6 Punti 21 Roderick 14 Taylor 11 Benvenuti, Fattori , Zugno Vencato 8 Assist 9 Roderick Vencato 8 Rimbalzi 15 Roderick |          |                                                    |                 |         |
| |          |                                                    |                 |         |
| Ghersetti 19 Morse, Visconti 10 Poggi, Vencato 6 | Punti    | 21 Roderick 14 Taylor 11 Benvenuti, Fattori, Zugno |                 |         |
| Vencato 8 | Assist   | 9 Roderick                                         |                 |         |
| Vencato 8 | Rimbalzi | 15 Roderick                                        |                 |         |

| Mantova 5 maggio 2019, ore 18:00 Gara 4 | Mantova  | 87 – 67 (24-21; 41-34; 70-47) referto | Bergamo B. 2014 | PalaBam |
| Veideman 25 Visconti 20 Ghersetti 15 Punti 16 Zugno 14 Benvenuti 13 Roderick Maspero , Veideman 4 Assist 5 Roderick Maspero 5 Rimbalzi 9 Roderick |          |                                       |                 |         |
| |          |                                       |                 |         |
| Veideman 25 Visconti 20 Ghersetti 15 | Punti    | 16 Zugno 14 Benvenuti 13 Roderick     |                 |         |
| Maspero, Veideman 4 | Assist   | 5 Roderick                            |                 |         |
| Maspero 5 | Rimbalzi | 9 Roderick                            |                 |         |

| Bergamo 8 maggio 2019, ore 20:30 Gara 5                                                                                                 | Bergamo B. 2014 | 72 – 70 (23-10; 36-18; 60-46) referto | Mantova | PalaAgnelli |
| Roderick 24 Benvenuti 18 Fattori 12 Punti 20 Visconti 18 Raspino 13 Ghersetti Zugno 6 Assist 4 Veideman Benvenuti 7 Rimbalzi 11 Raspino |                 |                                       |         |             |
| |                 |                                       |         |             |
| Roderick 24 Benvenuti 18 Fattori 12 | Punti           | 20 Visconti 18 Raspino 13 Ghersetti   |         |             |
| Zugno 6 | Assist          | 4 Veideman                            |         |             |
| Benvenuti 7 | Rimbalzi        | 11 Raspino                            |         |             |

#### Montegranaro - Latina
| Porto San Giorgio 28 aprile 2019, ore 19:00 Gara 1                                                                                    | Pod. Montegranaro | 81 – 79 (23-16; 41-46; 63-66) referto | Latina Basket | PalaSavelli |
| Simmons 22 Corbett 18 Negri 10 Punti 24 Cucci 17 Carlson 15 Baldassarre Traini 5 Assist 7 Tavernelli Simmons 15 Rimbalzi 9 Tavernelli |                   |                                       |               |             |
| |                   |                                       |               |             |
| Simmons 22 Corbett 18 Negri 10 | Punti             | 24 Cucci 17 Carlson 15 Baldassarre    |               |             |
| Traini 5 | Assist            | 7 Tavernelli                          |               |             |
| Simmons 15 | Rimbalzi          | 9 Tavernelli                          |               |             |

| Porto San Giorgio 30 aprile 2019, ore 21:00 Gara 2                                                                                   | Pod. Montegranaro | 74 – 78 (19-16; 36-41; 56-52) referto | Latina Basket | PalaSavelli |
| Traini 19 Amoroso 17 Simmons 11 Punti 25 Lawrence 18 Carlson 15 Fabi Palermo 3 Assist 4 Tavernelli Amoroso 12 Rimbalzi 8 Baldassarre |                   |                                       |               |             |
| |                   |                                       |               |             |
| Traini 19 Amoroso 17 Simmons 11 | Punti             | 25 Lawrence 18 Carlson 15 Fabi        |               |             |
| Palermo 3 | Assist            | 4 Tavernelli                          |               |             |
| Amoroso 12 | Rimbalzi          | 8 Baldassarre                         |               |             |

| Latina 3 maggio 2019, ore 20:00 Gara 3 | Latina Basket | 65 – 74 (12-23; 29-37; 47-58) referto | Pod. Montegranaro | PalaBianchini |
| Baldassarre 18 Fabi 14 Lawrence 10 Punti 25 Simmons 12 Corbett 11 Mastellari Lawrence 4 Assist 3 Amoroso , Corbett, Palermo Baldassarre 9 Rimbalzi 12 Simmons |               |                                       |                   |               |
| |               |                                       |                   |               |
| Baldassarre 18 Fabi 14 Lawrence 10 | Punti         | 25 Simmons 12 Corbett 11 Mastellari   |                   |               |
| Lawrence 4 | Assist        | 3 Amoroso, Corbett, Palermo           |                   |               |
| Baldassarre 9 | Rimbalzi      | 12 Simmons                            |                   |               |

| Latina 5 maggio 2019, ore 20:00 Gara 4                                                                                                | Latina Basket | 86 – 83 (21-24; 37-47; 60-68) referto | Pod. Montegranaro | PalaBianchini |
| Carlson 23 Lawrence 21 Cucci 13 Punti 20 Amoroso 18 Corbett 15 Treier Lawrence 8 Assist 4 Simmons Cucci 8 Rimbalzi 7 Palermo, Simmons |               |                                       |                   |               |
| |               |                                       |                   |               |
| Carlson 23 Lawrence 21 Cucci 13 | Punti         | 20 Amoroso 18 Corbett 15 Treier       |                   |               |
| Lawrence 8 | Assist        | 4 Simmons                             |                   |               |
| Cucci 8 | Rimbalzi      | 7 Palermo, Simmons                    |                   |               |

| Porto San Giorgio 8 maggio 2019, ore 21:00 Gara 5 | Pod. Montegranaro | 71 – 66 (26-19; 43-36; 55-49) referto                    | Latina Basket | PalaSavelli |
| Simmons 16 Corbett 15 Palermo 13 Punti 20 Carlson 19 Tavernelli 5 Cassese, Cucci, Fabi, Martini (5 giocatori) 2 Assist 6 Lawrence Simmons 11 Rimbalzi 7 Tavernelli |                   |                                                          |               |             |
| |                   |                                                          |               |             |
| Simmons 16 Corbett 15 Palermo 13 | Punti             | 20 Carlson 19 Tavernelli 5 Cassese, Cucci, Fabi, Martini |               |             |
| (5 giocatori) 2 | Assist            | 6 Lawrence                                               |               |             |
| Simmons 11 | Rimbalzi          | 7 Tavernelli                                             |               |             |

### Quarti di finale

#### Treviso - Rieti
| Villorba 12 maggio 2019, ore 18:00 Gara 1                                                                                      | Universo Treviso | 73 – 51 (21-12; 36-27; 54-35) referto | N.P.C. Rieti | PalaVerde |
| Burnett 12 Tessitori 11 Imbrò , Severini , Uglietti 9 Punti 19 Vildera 8 Alviti 6 Assist 7 Jackson Alviti 16 Rimbalzi 8 Casini |                  |                                       |              |           |
| |                  |                                       |              |           |
| Burnett 12 Tessitori 11 Imbrò, Severini, Uglietti 9                                                                            | Punti            | 19 Vildera 8                          |              |           |
| Alviti 6 | Assist           | 7 Jackson                             |              |           |
| Alviti 16 | Rimbalzi         | 8 Casini                              |              |           |

| Villorba 14 maggio 2019, ore 20:30 Gara 2 | Universo Treviso | 80 – 63 (24-19; 45-33; 68-50) referto | N.P.C. Rieti | PalaVerde |
| Tessitori 17 Burnett , Chillo 15 Imbrò 11 Punti 16 Jackson 11 Tomasini 9 Jones Burnett, Uglietti 4 Assist 4 Jackson Severini 8 Rimbalzi 5 Jones, Toscano |                  |                                       |              |           |
| |                  |                                       |              |           |
| Tessitori 17 Burnett, Chillo 15 Imbrò 11 | Punti            | 16 Jackson 11 Tomasini 9 Jones        |              |           |
| Burnett, Uglietti 4 | Assist           | 4 Jackson                             |              |           |
| Severini 8 | Rimbalzi         | 5 Jones, Toscano                      |              |           |

| Rieti 17 maggio 2019, ore 21:00 Gara 3 | N.P.C. Rieti | 85 – 90 (19-18; 41-50; 58-68) referto | Universo Treviso | PalaSojourner |
| Jones 18 Toscano 16 Jackson 15 Punti 19 Burnett 16 Imbrò 13 Alviti Jackson 8 Assist 5 Tessitori , Uglietti Jones 9 Rimbalzi 7 Alviti, Tessitori |              |                                       |                  |               |
| |              |                                       |                  |               |
| Jones 18 Toscano 16 Jackson 15 | Punti        | 19 Burnett 16 Imbrò 13 Alviti         |                  |               |
| Jackson 8 | Assist       | 5 Tessitori, Uglietti                 |                  |               |
| Jones 9 | Rimbalzi     | 7 Alviti, Tessitori                   |                  |               |

#### Treviglio - Verona
| Treviglio 12 maggio 2019, ore 18:00 Gara 1                                                                                                 | Blu Treviglio | 77 – 85 (19-27; 35-49; 51-55) referto           | Scaligera Verona | PalaFacchetti |
| Roberts 21 Caroti 14 Borra 13 Punti 16 Severini , Udom 13 Candussi , Poletti 12 Amato Caroti 7 Assist 5 Amato Borra 10 Rimbalzi 7 Candussi |               |                                                 |                  |               |
| |               |                                                 |                  |               |
| Roberts 21 Caroti 14 Borra 13 | Punti         | 16 Severini, Udom 13 Candussi, Poletti 12 Amato |                  |               |
| Caroti 7 | Assist        | 5 Amato                                         |                  |               |
| Borra 10 | Rimbalzi      | 7 Candussi                                      |                  |               |

| Treviglio 14 maggio 2019, ore 21:00 Gara 2 | Blu Treviglio | 65 – 61 (12-21; 32-37; 55-49) referto | Scaligera Verona | PalaFacchetti |
| D'Almeida 19 Palumbo 14 Caroti 10 Punti 21 Candussi 13 Ferguson 11 Poletti Borra 3 Assist 7 Vujačić Reati 7 Rimbalzi 7 Candussi, Ferguson, Poletti |               |                                       |                  |               |
| |               |                                       |                  |               |
| D'Almeida 19 Palumbo 14 Caroti 10 | Punti         | 21 Candussi 13 Ferguson 11 Poletti    |                  |               |
| Borra 3 | Assist        | 7 Vujačić                             |                  |               |
| Reati 7 | Rimbalzi      | 7 Candussi, Ferguson, Poletti         |                  |               |

| Verona 17 maggio 2019, ore 20:45 Gara 3                                                                                                 | Scaligera Verona | 72 – 62 (15-14; 29-31; 44-49) referto | Blu Treviglio | AGSM Forum |
| Ferguson 18 Candussi 14 Udom 12 Punti 15 Palumbo 14 Roberts 9 Caroti Ferguson 4 Assist 4 Pecchia Candussi, Vujačić 8 Rimbalzi 8 Palumbo |                  |                                       |               |            |
| |                  |                                       |               |            |
| Ferguson 18 Candussi 14 Udom 12 | Punti            | 15 Palumbo 14 Roberts 9 Caroti        |               |            |
| Ferguson 4 | Assist           | 4 Pecchia                             |               |            |
| Candussi, Vujačić 8 | Rimbalzi         | 8 Palumbo                             |               |            |

| Verona 19 maggio 2019, ore 18:00 Gara 4 | Scaligera Verona | 78 – 95 (16-26; 43-48; 59-72) referto  | Blu Treviglio | AGSM Forum |
| Udom , Vujačić 17 Severini 14 Poletti 13 Punti 16 Nikolić 15 Borra , Caroti 14 Pecchia Ferguson 8 Assist 8 Nikolić Vujačić6 Rimbalzi 8 Palumbo |                  |                                        |               |            |
| |                  |                                        |               |            |
| Udom, Vujačić 17 Severini 14 Poletti 13 | Punti            | 16 Nikolić 15 Borra, Caroti 14 Pecchia |               |            |
| Ferguson 8 | Assist           | 8 Nikolić                              |               |            |
| Vujačić6 | Rimbalzi         | 8 Palumbo                              |               |            |

| Treviglio 22 maggio 2019, ore 21:00 Gara 5                                                                                    | Blu Treviglio | 81 – 76 (19-14; 31-31; 47-42) referto | Scaligera Verona | PalaFacchetti |
| Nikolić 22 Pecchia 16 Roberts 14 Punti 31 Ferguson 11 Vujačić 9 Candussi Roberts 6 Assist 3 Vujačić Borra 13 Rimbalzi 14 Udom |               |                                       |                  |               |
| |               |                                       |                  |               |
| Nikolić 22 Pecchia 16 Roberts 14                                                                                              | Punti         | 31 Ferguson 11 Vujačić 9 Candussi     |                  |               |
| Roberts 6 | Assist        | 3 Vujačić                             |                  |               |
| Borra 13 | Rimbalzi      | 14 Udom                               |                  |               |

#### Capo d'Orlando - Biella
| Capo d'Orlando 11 maggio 2019, ore 21:00 Gara 1                                                                        | Orlandina | 90 – 72 (20-16; 47-35; 69-57) referto | Pall. Biella | PalaSikeliArchivi |
| Parks 28 Triche 17 Trapani 12 Punti 18 Harrell 15 Sims 13 Wheatle Triche 9 Assist 6 Saccaggi Trapani 9 Rimbalzi 8 Sims |           |                                       |              |                   |
| |           |                                       |              |                   |
| Parks 28 Triche 17 Trapani 12                                                                                          | Punti     | 18 Harrell 15 Sims 13 Wheatle         |              |                   |
| Triche 9 | Assist    | 6 Saccaggi                            |              |                   |
| Trapani 9 | Rimbalzi  | 8 Sims                                |              |                   |

| Capo d'Orlando 13 maggio 2019, ore 21:00 Gara 2                                                                              | Orlandina | 85 – 75 (18-17; 50-34; 68-56) referto | Pall. Biella | PalaSikeliArchivi |
| Trapani 18 Triche 15 Parks 12 Punti 25 Sims 15 Saccaggi 13 Harrell Triche 10 Assist 10 Saccaggi Bruttini 10 Rimbalzi 10 Sims |           |                                       |              |                   |
| |           |                                       |              |                   |
| Trapani 18 Triche 15 Parks 12                                                                                                | Punti     | 25 Sims 15 Saccaggi 13 Harrell        |              |                   |
| Triche 10 | Assist    | 10 Saccaggi                           |              |                   |
| Bruttini 10 | Rimbalzi  | 10 Sims                               |              |                   |

| Biella 16 maggio 2019, ore 20:30 Gara 3                                                                                                  | Pall. Biella | 76 – 78 (21-20; 42-39; 55-56) referto | Orlandina | HYPE Forum |
| Saccaggi 30 Harrell 18 Antonutti 16 Punti 32 Triche 15 Trapani 13 Parks Saccaggi 2 Assist 6 Triche Antonutti, Sims 8 Rimbalzi 8 Bruttini |              |                                       |           |            |
| |              |                                       |           |            |
| Saccaggi 30 Harrell 18 Antonutti 16 | Punti        | 32 Triche 15 Trapani 13 Parks         |           |            |
| Saccaggi 2 | Assist       | 6 Triche                              |           |            |
| Antonutti, Sims 8 | Rimbalzi     | 8 Bruttini                            |           |            |

#### Montegranaro - Bergamo
| Porto San Giorgio 12 maggio 2019, ore 18:30 Gara 1                                                                                      | Pod. Montegranaro | 65 – 57 (23-8; 36-26; 50-38) referto    | Bergamo B. 2014 | PalaSavelli |
| Corbett 14 Simmons 13 Traini 8 Punti 14 Casella , Roderick 13 Fattori 7 Zucca Amoroso 3 Assist 5 Roderick Simmons 9 Rimbalzi 9 Roderick |                   |                                         |                 |             |
| |                   |                                         |                 |             |
| Corbett 14 Simmons 13 Traini 8 | Punti             | 14 Casella, Roderick 13 Fattori 7 Zucca |                 |             |
| Amoroso 3 | Assist            | 5 Roderick                              |                 |             |
| Simmons 9 | Rimbalzi          | 9 Roderick                              |                 |             |

| Porto San Giorgio 14 maggio 2019, ore 21:00 Gara 2                                                                                        | Pod. Montegranaro | 73 – 75 (26-24; 39-43; 52-63) referto | Bergamo B. 2014 | PalaSavelli |
| Corbett 35 Simmons 15 Amoroso 11 Punti 29 Roderick 20 Fattori 12 Zugno Amoroso, Negri 3 Assist 4 Roderick Simmons 11 Rimbalzi 12 Roderick |                   |                                       |                 |             |
| |                   |                                       |                 |             |
| Corbett 35 Simmons 15 Amoroso 11 | Punti             | 29 Roderick 20 Fattori 12 Zugno       |                 |             |
| Amoroso, Negri 3 | Assist            | 4 Roderick                            |                 |             |
| Simmons 11 | Rimbalzi          | 12 Roderick                           |                 |             |

| Bergamo 17 maggio 2019, ore 20:30 Gara 3 | Bergamo B. 2014 | 86 – 77 (14-21; 37-39; 57-54) referto | Pod. Montegranaro | PalaAgnelli |
| Benvenuti, Fattori 20 Roderick 18 Zugno 10 Punti 25 Corbett 15 Simmons , 12 Amoroso Roderick 10 Assist 5 Palermo Roderick 15 Rimbalzi 7 Palermo |                 |                                       |                   |             |
| |                 |                                       |                   |             |
| Benvenuti, Fattori 20 Roderick 18 Zugno 10 | Punti           | 25 Corbett 15 Simmons, 12 Amoroso     |                   |             |
| Roderick 10 | Assist          | 5 Palermo                             |                   |             |
| Roderick 15 | Rimbalzi        | 7 Palermo                             |                   |             |

| Bergamo 19 maggio 2019, ore 18:00 Gara 4 | Bergamo B. 2014 | 54 – 52 (9-15; 20-21; 40-32) referto                 | Pod. Montegranaro | PalaAgnelli |
| Roderick 17 Sergio 14 Zucca 9 Punti 23 Corbett 12 Mastellari 4 Amoroso , Palermo, Simmons Roderick 7 Assist 2 Mastellari Roderick 12 Rimbalzi 11 Simmons |                 |                                                      |                   |             |
| |                 |                                                      |                   |             |
| Roderick 17 Sergio 14 Zucca 9 | Punti           | 23 Corbett 12 Mastellari 4 Amoroso, Palermo, Simmons |                   |             |
| Roderick 7 | Assist          | 2 Mastellari                                         |                   |             |
| Roderick 12 | Rimbalzi        | 11 Simmons                                           |                   |             |

### Semifinali

#### Capo d'Orlando - Bergamo
| Capo d'Orlando 25 maggio 2019, ore 21:00 Gara 1                                                                                                  | Orlandina | 90 – 73 (26-23; 48-34; 71-55) referto           | Bergamo B. 2014 | PalaSikeliArchivi |
| Triche 35 Parks 23 Bruttini 10 Punti 14 Casella 12 Fattori , Roderick , Zucca 9 Sergio Triche 13 Assist 10 Roderick Bruttini 9 Rimbalzi 8 Sergio |           |                                                 |                 |                   |
| |           |                                                 |                 |                   |
| Triche 35 Parks 23 Bruttini 10 | Punti     | 14 Casella 12 Fattori, Roderick, Zucca 9 Sergio |                 |                   |
| Triche 13 | Assist    | 10 Roderick                                     |                 |                   |
| Bruttini 9 | Rimbalzi  | 8 Sergio                                        |                 |                   |

| Capo d'Orlando 27 maggio 2019, ore 21:00 Gara 2                                                                                | Orlandina | 87 – 75 (22-22; 42-40; 68-59) referto | Bergamo B. 2014 | PalaSikeliArchivi |
| Parks 26 Triche 24 Trapani 12 Punti 27 Roderick 16 Fattori 9 Zugno Triche 14 Assist 8 Roderick Bruttini 10 Rimbalzi 8 Roderick |           |                                       |                 |                   |
| |           |                                       |                 |                   |
| Parks 26 Triche 24 Trapani 12                                                                                                  | Punti     | 27 Roderick 16 Fattori 9 Zugno        |                 |                   |
| Triche 14 | Assist    | 8 Roderick                            |                 |                   |
| Bruttini 10 | Rimbalzi  | 8 Roderick                            |                 |                   |

| Bergamo 30 maggio 2019, ore 20:30 Gara 3 | Bergamo B. 2014 | 87 – 101 (32-31, 49-54, 66-89) referto | Orlandina | PalaAgnelli |
| Zugno 17 Roderick , Sergio 16 Benvenuti 13 Punti 31 Triche 22 Parks 19 Trapani Taylor 7 Assist 11 Triche Benvenuti, Casella 5 Rimbalzi 9 Parks |                 |                                        |           |             |
| |                 |                                        |           |             |
| Zugno 17 Roderick, Sergio 16 Benvenuti 13 | Punti           | 31 Triche 22 Parks 19 Trapani          |           |             |
| Taylor 7 | Assist          | 11 Triche                              |           |             |
| Benvenuti, Casella 5 | Rimbalzi        | 9 Parks                                |           |             |

#### Treviso - Treviglio
| Villorba 26 maggio 2019, ore 18:00 Gara 1 | Universo Treviso | 75 – 56 (22-13; 43-26; 57-41) referto                    | Blu Treviglio | PalaVerde |
| Chillo 22 Alviti 15 Tessitori 12 Punti 11 Borra , D'Almeida, Pecchia 7 Palumbo 5 Caroti , Roberts Burnett , Imbrò 7 Assist 2 Caroti, Nikolić , Pecchia, Roberts Chillo, Uglietti 7 Rimbalzi 8 Borra |                  |                                                          |               |           |
| |                  |                                                          |               |           |
| Chillo 22 Alviti 15 Tessitori 12 | Punti            | 11 Borra, D'Almeida, Pecchia 7 Palumbo 5 Caroti, Roberts |               |           |
| Burnett, Imbrò 7 | Assist           | 2 Caroti, Nikolić, Pecchia, Roberts                      |               |           |
| Chillo, Uglietti 7 | Rimbalzi         | 8 Borra                                                  |               |           |

| Villorba 28 maggio 2019, ore 21:00 Gara 2 | Universo Treviso | 75 – 66 (10-15; 33-33; 53-53) referto | Blu Treviglio | PalaVerde |
| Burnett , Chillo 13 Alviti 12, Tessitori 12 Imbrò 11 Punti 14 Caroti 13 Pecchia 11 D'Almeida Burnett, Uglietti 4 Assist 3 Caroti Alviti, Chillo 7 Rimbalzi 12 Pecchia |                  |                                       |               |           |
| |                  |                                       |               |           |
| Burnett, Chillo 13 Alviti 12, Tessitori 12 Imbrò 11 | Punti            | 14 Caroti 13 Pecchia 11 D'Almeida     |               |           |
| Burnett, Uglietti 4 | Assist           | 3 Caroti                              |               |           |
| Alviti, Chillo 7 | Rimbalzi         | 12 Pecchia                            |               |           |

| Treviglio 31 maggio 2019, ore 21:00 Gara 3 | Blu Treviglio | 71 – 60 (18-12; 44-22; 63-39) referto   | Universo Treviso | PalaFacchetti |
| Roberts 17 Nikolić 16 Borra 15 Punti 18 Tessitori 11 Burnett , Imbrò 9 Alviti Caroti 7 Assist 3 Burnett, Uglietti Borra 15 Rimbalzi 11 Tessitori |               |                                         |                  |               |
| |               |                                         |                  |               |
| Roberts 17 Nikolić 16 Borra 15 | Punti         | 18 Tessitori 11 Burnett, Imbrò 9 Alviti |                  |               |
| Caroti 7 | Assist        | 3 Burnett, Uglietti                     |                  |               |
| Borra 15 | Rimbalzi      | 11 Tessitori                            |                  |               |

| Treviglio 2 giugno 2019, ore 18:00 Gara 4 | Blu Treviglio | 57 – 78 (22-28; 34-42; 42-59) referto              | Universo Treviso | PalaFacchetti |
| Pecchia 16 Caroti 12 Nikolić 10 Punti 12 Burnett 11 Logan , Tessitori , Uglietti 10 Chillo Pecchia, Reati 2 Assist 6 Burnett Pecchia 6 Rimbalzi 8 Chillo |               |                                                    |                  |               |
| |               |                                                    |                  |               |
| Pecchia 16 Caroti 12 Nikolić 10 | Punti         | 12 Burnett 11 Logan, Tessitori, Uglietti 10 Chillo |                  |               |
| Pecchia, Reati 2 | Assist        | 6 Burnett                                          |                  |               |
| Pecchia 6 | Rimbalzi      | 8 Chillo                                           |                  |               |

### Finale

#### Treviso - Capo d'Orlando
| Arbitri: | Bartoli (Trieste) Dori (Mirano) Raimondo (Scicli) |

|                               |          |                                       |
| Imbrò 20 Logan 16 Uglietti 12 | Punti    | 17 Triche 16 Parks 12 Laganà, Trapani |
| Imbrò 4                       | Assist   | 2 Bellan, Laganà, Mei                 |
| Imbrò 7                       | Rimbalzi | 7 Trapani                             |

| Arbitri: | Noce (Latina) Gagliardi (Anagni) Wassermann (Trieste) |

|                                     |          |                               |
| Tessitori 18 Burnett 17 Severini 10 | Punti    | 16 Bellan 12 Parks 8 Bruttini |
| Burnett 7                           | Assist   | 2 Bellan, Bruttini, Mei       |
| Tessitori 11                        | Rimbalzi | 11 Bruttini                   |

| Arbitri: | Brindisi (Torino) Pierantozzi (Ascoli Piceno) Terranova (Ferrara) |

|                                      |          |                               |
| Parks 25 Bruttini 14 Bellan, Mobio 6 | Punti    | 36 Logan 16 Imbrò 6 Tessitori |
| Mei 4                                | Assist   | 4 Burnett                     |
| Parks 12                             | Rimbalzi | 9 Tessitori                   |

## Campione Serie A2

### Finale
Il titolo di Campione d'Italia Serie A2 FIP si assegna in una doppia sfida di andata e ritorno, a somma di punti, tra le prime classificate dei rispettivi gironi.

#### Bologna - Roma
| Arbitri: | Dionisi (Fabriano) Pazzaglia (Pesaro) Costa (Livorno) |

|                                 |          |                                    |
| Sims 20 Sandri 12 Alibegović 11 | Punti    | 16 Delfino 14 Leunen 13 Cinciarini |
| Sims 6                          | Assist   | 6 Rosselli                         |
| Sims 12                         | Rimbalzi | 8 Leunen                           |

| Quintetto titolare | Quintetto titolare | Quintetto titolare | Pt   | Rim  | Ass  |
| ------------------ | ------------------ | ------------------ | ---- | ---- | ---- |
| P                  | 11                 | Nic Moore          | 6    | 7    | 3    |
| PG                 | 17                 | Roberto Prandin    | 4    | 5    | 2    |
| GA                 | 12                 | Daniele Sandri     | 12   | 0    | 0    |
| AC                 | 15                 | Aristide Landi     | 5    | 11   | 2    |
| C                  | 21                 | Henry Sims         | 20   | 12   | 6    |
| Panchina:          |                    |                    |      |      |      |
| P                  | 5                  | Daniel Spizzichino | n.e. | n.e. | n.e. |
| AG                 | 7                  | Amar Alibegović    | 11   | 5    | 1    |
| GA                 | 9                  | Edoardo Lucarelli  | n.e. | n.e. | n.e. |
| PG                 | 10                 | Massimo Chessa     | 3    | 1    | 1    |
| PG                 | 13                 | Tommaso Baldasso   | 6    | 2    | 5    |
| A                  | 23                 | Bojan Matic        | n.e. | n.e. | n.e. |
| A                  | 33                 | Marco Santiangeli  | 10   | 4    | 1    |
| Allenatore:        |                    |                    |      |      |      |
| Piero Bucchi       |                    |                    |      |      |      |

| Virtus Roma |  | Fortitudo Bologna |

| Virtus Roma   | Statistiche        | Fortitudo Bologna |
| ------------- | ------------------ | ----------------- |
|               | Statistiche        |                   |
| 18 / 38 (47%) | Tiro da 2          | 16 / 40 (40%)     |
| 10 / 35 (29%) | Tiro da 3          | 10 / 26 (38%)     |
| 11 / 15 (73%) | Tiri liberi        | 15 / 19 (79%)     |
| 12            | Rimbalzi offensivi | 5                 |
| 37            | Rimbalzi difensivi | 35                |
| 49            | Rimbalzi totali    | 40                |
| 21            | Assist             | 16                |
| 12            | Palle perse        | 8                 |
| 7             | Palle rubate       | 8                 |
| 2             | Stoppate           | 1                 |
| 20            | Falli              | 19                |

| Quintetto titolare | Quintetto titolare | Quintetto titolare | Pt   | Rim  | Ass  |
| ------------------ | ------------------ | ------------------ | ---- | ---- | ---- |
| P                  | 16                 | Marco Venuto       | 7    | 4    | 1    |
| G                  | 41                 | Kenny Hasbrouck    | 10   | 1    | 1    |
| A                  | 20                 | Guido Rosselli     | 12   | 7    | 6    |
| AC                 | 10                 | Maarty Leunen      | 14   | 8    | 1    |
| AC                 | 22                 | Giovanni Pini      | 0    | 4    | 1    |
| Panchina:          |                    |                    |      |      |      |
| AP                 | 0                  | Carlos Delfino     | 16   | 7    | 3    |
| G                  | 5                  | Daniele Cinciarini | 13   | 0    | 2    |
| A                  | 6                  | Stefano Mancinelli | 5    | 3    | 1    |
| C                  | 8                  | Matteo Franco      | 0    | 0    | 0    |
| A                  | 9                  | Andrea Benevelli   | n.e. | n.e. | n.e. |
| C                  | 14                 | Marco Prunotto     | n.e. | n.e. | n.e. |
| Allenatore:        |                    |                    |      |      |      |
| Antimo Martino     |                    |                    |      |      |      |

| Arbitri: | Yang Yao (Vigasio) Gagno (Spresiano) Foti (Vittuone) |

|                                    |          |                                |
| Hasbrouck 35 Leunen 21 Rosselli 17 | Punti    | 31 Sims 18 Moore 13 Alibegović |
| Rosselli 7                         | Assist   | 6 Santiangeli                  |
| Mancinelli 10                      | Rimbalzi | 10 Sims                        |

| Quintetto titolare | Quintetto titolare | Quintetto titolare | Pt   | Rim  | Ass  |
| ------------------ | ------------------ | ------------------ | ---- | ---- | ---- |
| P                  | 16                 | Marco Venuto       | 3    | 0    | 1    |
| G                  | 41                 | Kenny Hasbrouck    | 35   | 2    | 1    |
| A                  | 20                 | Guido Rosselli     | 17   | 9    | 7    |
| AP                 | 0                  | Carlos Delfino     | 3    | 5    | 2    |
| AC                 | 10                 | Maarty Leunen      | 21   | 8    | 6    |
| Panchina:          |                    |                    |      |      |      |
| G                  | 5                  | Daniele Cinciarini | 8    | 4    | 2    |
| A                  | 6                  | Stefano Mancinelli | 13   | 10   | 5    |
| C                  | 8                  | Matteo Franco      | n.e. | n.e. | n.e. |
| A                  | 9                  | Andrea Benevelli   | 0    | 0    | 0    |
| C                  | 14                 | Marco Prunotto     | n.e. | n.e. | n.e. |
| P                  | 21                 | Matteo Fantinelli  | 3    | 5    | 0    |
| AC                 | 22                 | Giovanni Pini      | n.e. | n.e. | n.e. |
| Allenatore:        |                    |                    |      |      |      |
| Antimo Martino     |                    |                    |      |      |      |

| Fortitudo Bologna |  | Virtus Roma |

| Fortitudo Bologna | Statistiche        | Virtus Roma   |
| ----------------- | ------------------ | ------------- |
|                   | Statistiche        |               |
| 21 / 35 (60%)     | Tiro da 2          | 24 / 45 (53%) |
| 14 / 40 (35%)     | Tiro da 3          | 13 / 36 (36%) |
| 19 / 29 (66%)     | Tiri liberi        | 13 / 19 (68%) |
| 9                 | Rimbalzi offensivi | 11            |
| 35                | Rimbalzi difensivi | 32            |
| 44                | Rimbalzi totali    | 43            |
| 24                | Assist             | 25            |
| 12                | Palle perse        | 13            |
| 8                 | Palle rubate       | 6             |
| 3                 | Stoppate           | 1             |
| 22                | Falli              | 27            |

| Quintetto titolare | Quintetto titolare | Quintetto titolare | Pt   | Rim  | Ass  |
| ------------------ | ------------------ | ------------------ | ---- | ---- | ---- |
| P                  | 11                 | Nic Moore          | 18   | 5    | 4    |
| PG                 | 17                 | Roberto Prandin    | 0    | 1    | 1    |
| GA                 | 12                 | Daniele Sandri     | 9    | 0    | 2    |
| AC                 | 15                 | Aristide Landi     | 9    | 9    | 4    |
| C                  | 21                 | Henry Sims         | 31   | 10   | 1    |
| Panchina:          |                    |                    |      |      |      |
| AG                 | 7                  | Amar Alibegović    | 13   | 7    | 2    |
| GA                 | 9                  | Edoardo Lucarelli  | n.e. | n.e. | n.e. |
| PG                 | 10                 | Massimo Chessa     | 6    | 1    | 3    |
| PG                 | 13                 | Tommaso Baldasso   | 7    | 3    | 2    |
| A                  | 33                 | Marco Santiangeli  | 7    | 7    | 6    |
| Allenatore:        |                    |                    |      |      |      |
| Piero Bucchi       |                    |                    |      |      |      |